# Prévention et sécurité routières
Pour les articles homonymes, voir Prévention routière (association) et Sécurité routière (organisme français).

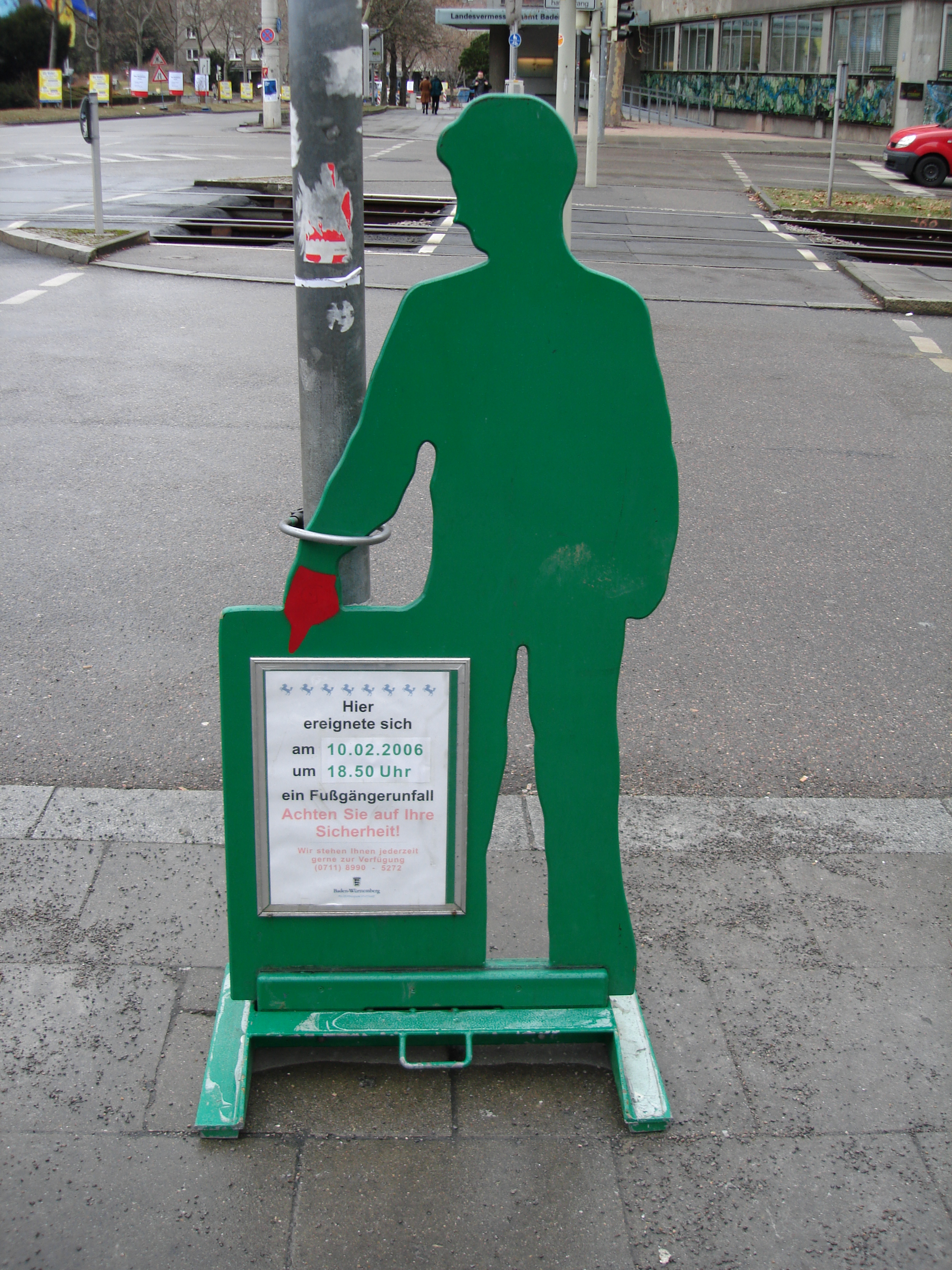
Silhouette indiquant le lieu d'un accident de piéton à des fins de sensibilisation à Stuttgart, en Allemagne.

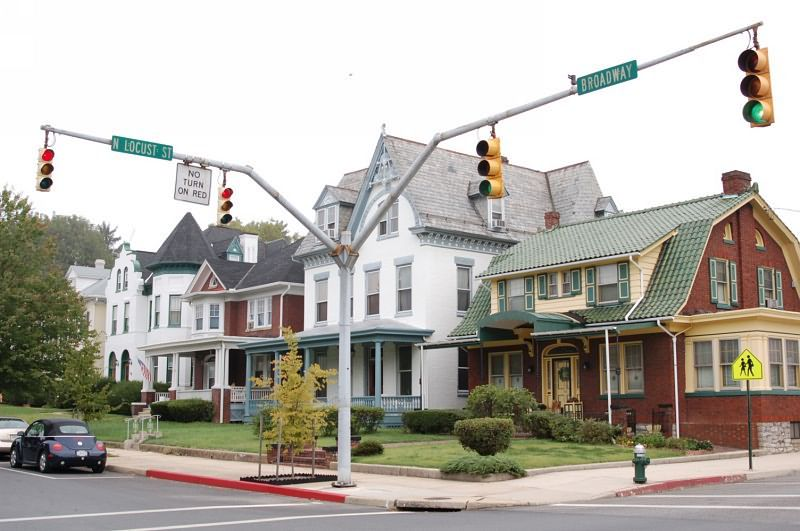
Trottoirs et feux de circulation dans Hagerstown (Maryland), États-Unis.

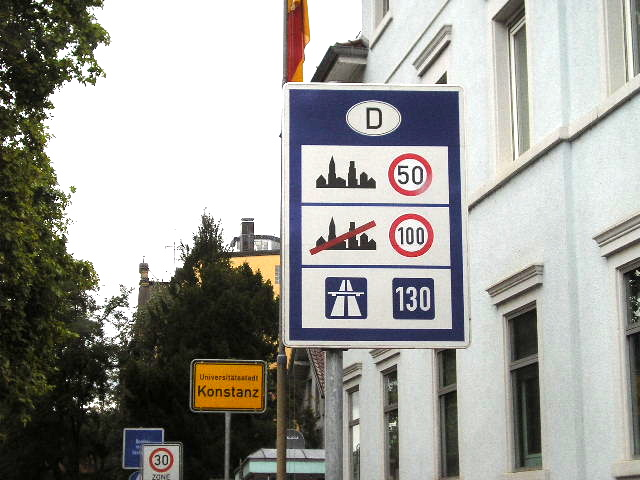
Limites de vitesses dans différentes zones, affichant une limite « recommandée » de 130 km/h pour l'autoroute (Allemagne).

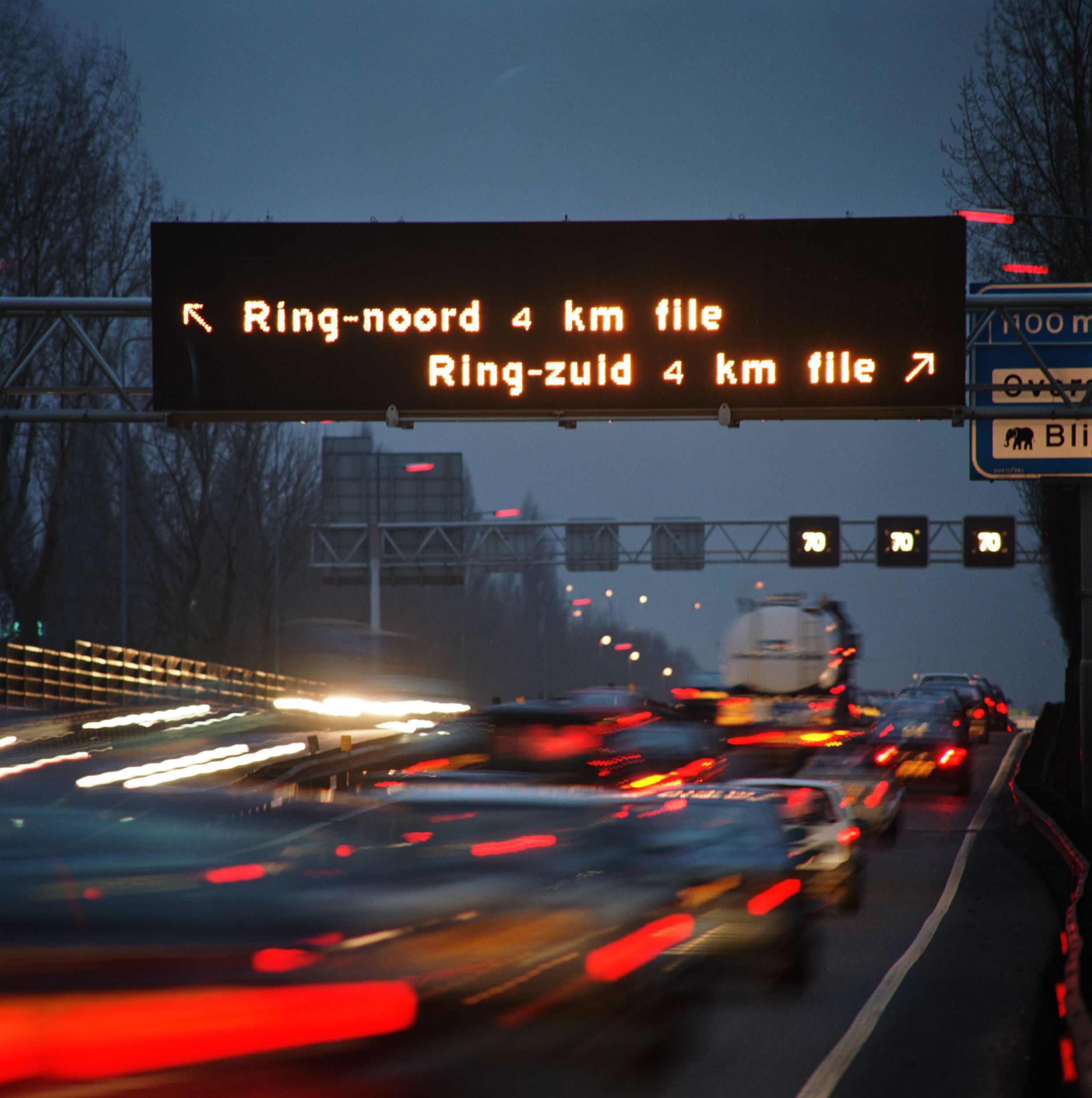
Panneau à messages variables guidant la circulation sur l'autoroute A13, aux Pays-Bas.

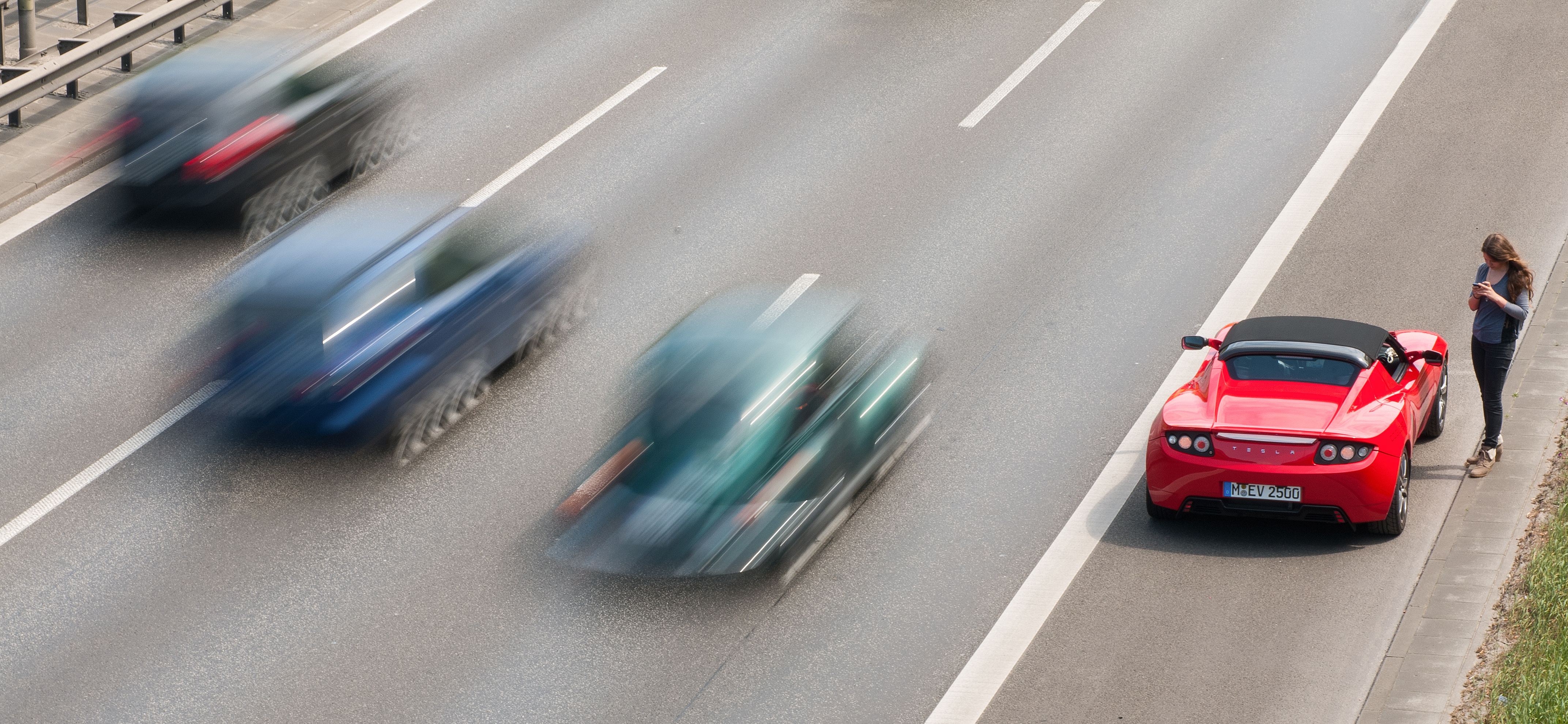
Les véhicules connaissant une panne ou une autre urgence peuvent s'arrêter dans la bande d'arrêt d'urgence.

La prévention routière, ou sécurité routière, est l'ensemble des mesures mises en place pour empêcher les usagers de la route d'être tués ou gravement blessés dans les accidents de la route (prévention des risques), ou en atténuer les conséquences (prévision). Les usagers de la route sont les piétons, les cyclistes, les automobilistes et leurs passagers, les chauffeurs de poids-lourd, et les passagers des transports publics routiers (principalement les autocars, autobus et tramways), etc.
La prévention routière est un domaine étudié depuis plus de 75 ans.

## Contexte
Les accidents de la route sont l'un des problèmes de santé publique et de prévention des blessures les plus importants au monde. Le problème est d'autant plus grave que les victimes sont en très bonne santé avant leurs collisions. Selon l'Organisation mondiale de la santé (OMS), plus d'un million de personnes sont tuées chaque année sur les routes mondiales[réf. non conforme]. Un rapport publié par l'OMS en 2004 a estimé que 1,2 million de personnes ont été tuées et cinquante millions blessées dans des accidents de la route dans le monde chaque année[réf. non conforme] et était la principale cause de décès chez les enfants de 10 à 19 ans. Le rapport a également noté que le problème était très grave dans les pays en développement et que les mesures de prévention simples pouvaient réduire de moitié le nombre de décès.
Les mesures standards utilisées dans l'évaluation des interventions de sécurité routière sont les décès et les taux de tués ou gravement blessés, habituellement par milliard de passagers/kilomètres.
La vitesse du véhicule dans les tolérances humaines pour éviter les blessures graves et la mort est un objectif clé du design routier moderne car la vitesse d'impact affecte la gravité des blessures aux occupants et aux piétons. Pour les occupants, Joksch (1993) a constaté que la probabilité de décès pour les conducteurs dans les accidents multi-véhicules a augmenté comme la quatrième puissance de la vitesse d'impact (souvent appelée par le terme mathématique δv (delta V), ce qui signifie écart (ou variation) de vitesse avant ou après le choc. Les blessures sont causées par une accélération (ou une décélération) soudaine et sévère ; c'est difficile à mesurer. Cependant, les techniques de reconstitution de collision peuvent estimer la vitesse du véhicule avant un accident. Par conséquent, l'écart de vitesse est utilisé comme substitut pour l'accélération. Cela a permis à l'Administration suédoise de la route d'identifier les courbes de risque « Killed or Seriously Injured » (KSI - pour « tués ou gravement blessés ») en utilisant les données réelles de reconstitution des accidents qui ont mené aux tolérances humaines pour les blessures graves et la mort mentionnées ci-dessus.
Les interventions sont généralement beaucoup plus faciles à identifier dans le paradigme moderne de la sécurité routière, dont l'accent est mis sur les tolérances humaines pour les blessures graves et la mort. Par exemple, l'élimination des chocs frontaux nécessitait simplement l'installation d'une barrière de sécurité médiane appropriée. En outre, les ronds-points, souvent avec des approches de réduction de vitesse, rencontrent très peu de collisions KSI.
L'ancien paradigme de la sécurité routière du risque de collision est une question beaucoup plus complexe. Les facteurs contribuant aux accidents de la route peuvent être liés au conducteur (comme l'erreur du conducteur, la maladie ou la fatigue), le véhicule (freinage, direction ou défaillance des gaz) ou la route elle-même (manque de distance de visée, etc.). Les interventions peuvent viser à réduire ou à compenser ces facteurs, ou à réduire la gravité des collisions. Un aperçu complet des domaines d'intervention peut être vu dans les systèmes de gestion de la sécurité routière. Une étude menée en Finlande a révélé que le risque de décès par accident est accru lorsque le type d'accident fait intervenir soit un piéton, soit plusieurs véhicules[réf. non conforme].
En plus des systèmes de gestion, qui s'appliquent principalement aux réseaux dans les zones bâties, une autre catégorie d'interventions concerne la conception de réseaux routiers pour les nouveaux quartiers. De telles interventions explorent les configurations d'un réseau qui réduiront intrinsèquement la probabilité de collisions.
Les interventions pour la prévention des accidents de la route sont fréquemment évaluées ; la Cochrane Library par exemple a publié une grande variété de rapports portants sur ces interventions,.
Aux fins de la sécurité routière, il peut être utile de classer les voies en trois usages : les rues des zones urbaines concernant une grande densité et diversité d'usagers, où la vitesse est réduite ; les routes rurales où des vitesses plus élevées sont permises ; et les routes principales (voies rapides, autoroutes, etc.) réservées aux véhicules à moteur et qui sont conçues pour minimiser les risques d'accidents. La plupart des blessures dues à la circulation sont subies en zone urbaine alors que la plupart des décès le sont sur les voies rurales, tandis que les autoroutes sont les plus sûres par rapport aux distances parcourues. Par exemple, en 2013, les autobahns ont accueilli 31 % du trafic routier motorisé (en kilomètres parcourus) tout en ne représentant que 13 % des décès liés à la circulation en Allemagne. Le taux sur autobahn de 1,9 décès par milliard de kilomètres parcourus est bien meilleur que le taux de 4,7 enregistré sur les voies urbaines et celui de 6,6 sur les voies rurales.
| Type de voie   | Nombre d'accidents avec victimes | Décès | Nombre de blessés** | Taux de décès** | Décès (pour 1 000 accidents avec victimes) |
| -------------- | -------------------------------- | ----- | ------------------- | --------------- | ------------------------------------------ |
| Autobahn       | 18 452                           | 428   | 82                  | 1,9 %           | 23,2                                       |
| Voies rurales  | 73 003                           | 1 934 | 249                 | 6,6 %           | 26,5                                       |
| Voies urbaines | 199 650                          | 977   | 958                 | 4,7 %           | 4,9                                        |
| Total/moyenne  | 291 105                          | 3 399 | 401                 | 4,6 %           | 11,6                                       |

** Par milliard de kilomètres parcourus.

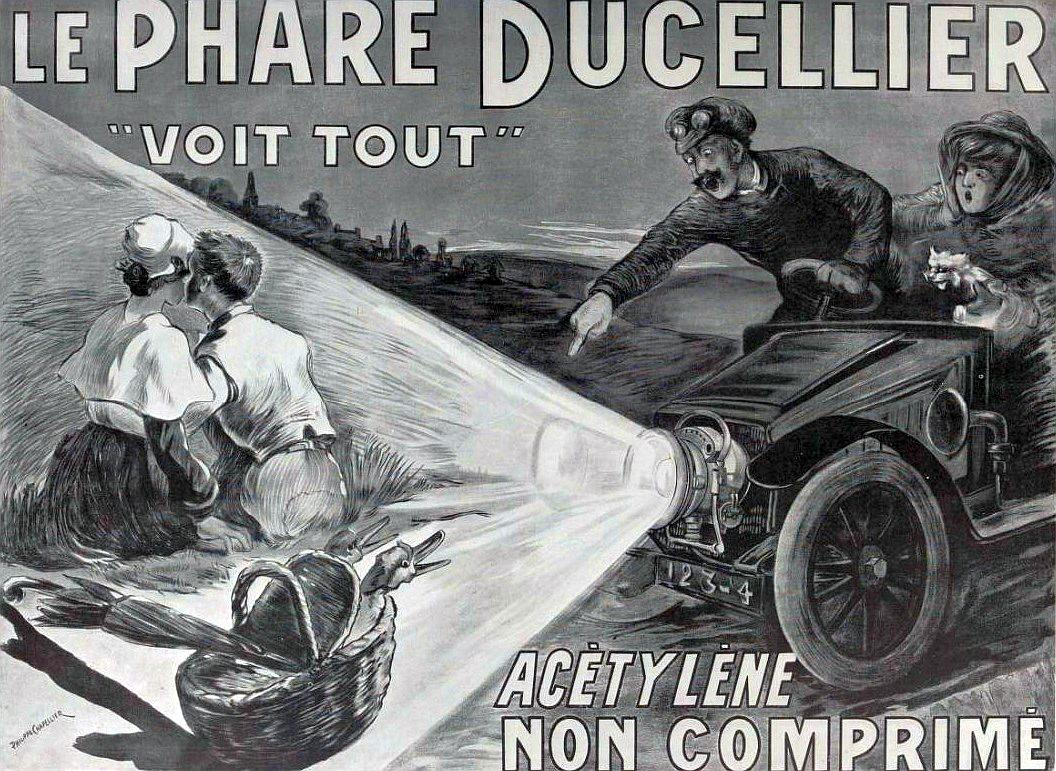
Phare automobile à acétylène Ducellier (1906).
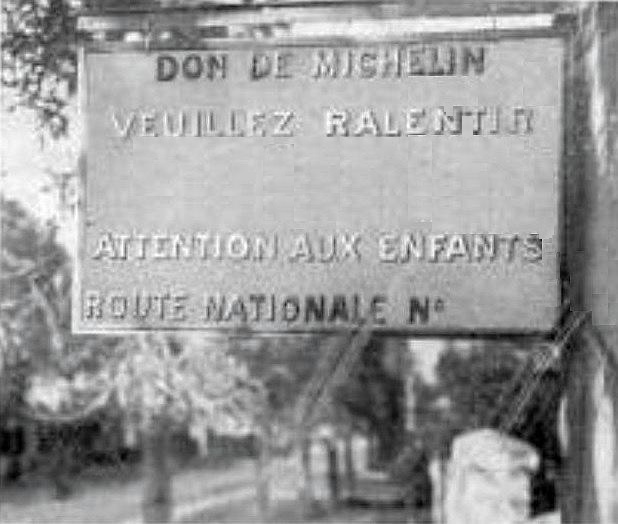
Panneaux Michelin à l'entrée des villages de France, installés en 1911.
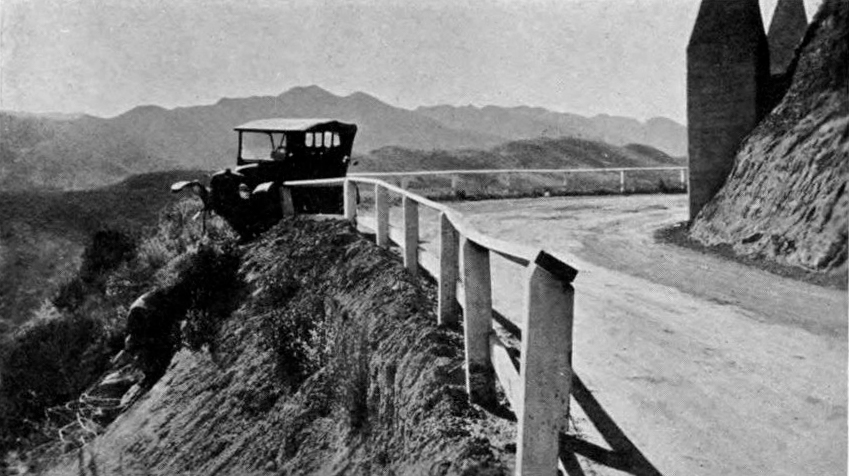
Un garde-corps sauve un véhicule d'une longue chute en Californie (1920).

## Selon le type de voie

### Zones urbaines

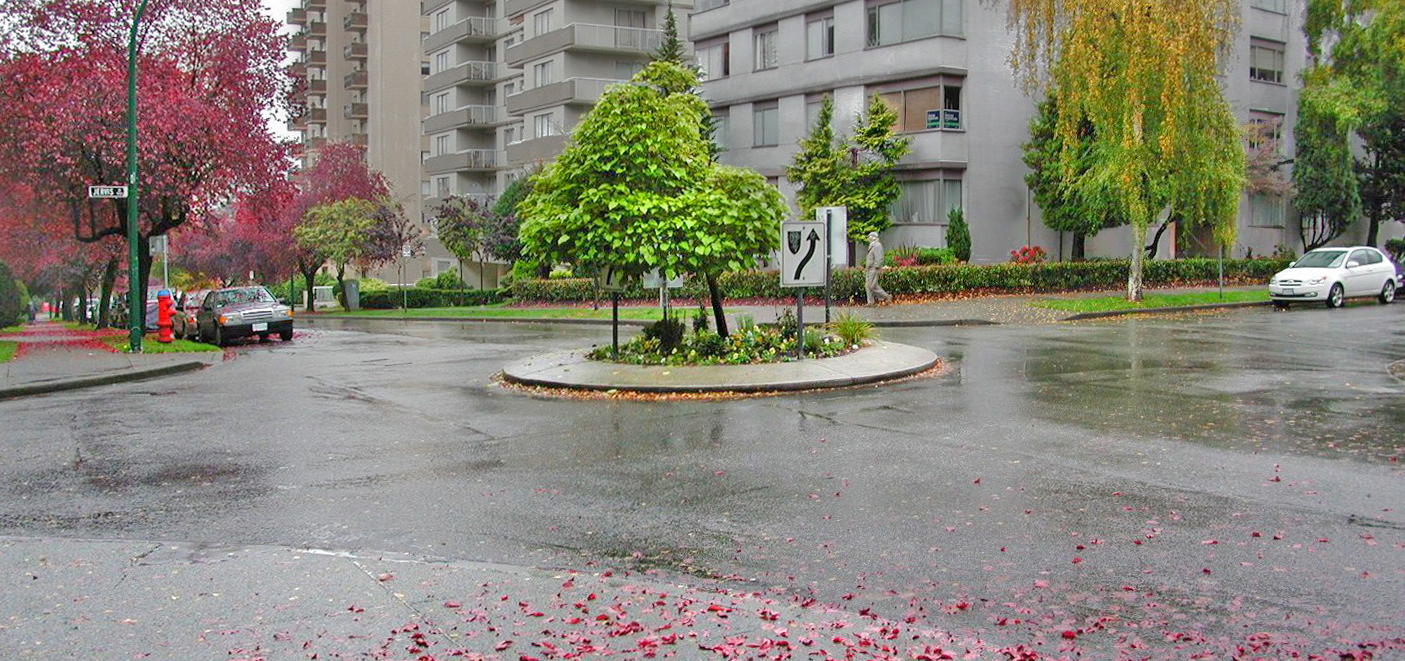
Un îlot au centre d'un carrefour à quatre voies le transforme en quatre intersections virtuelles à trois voies.

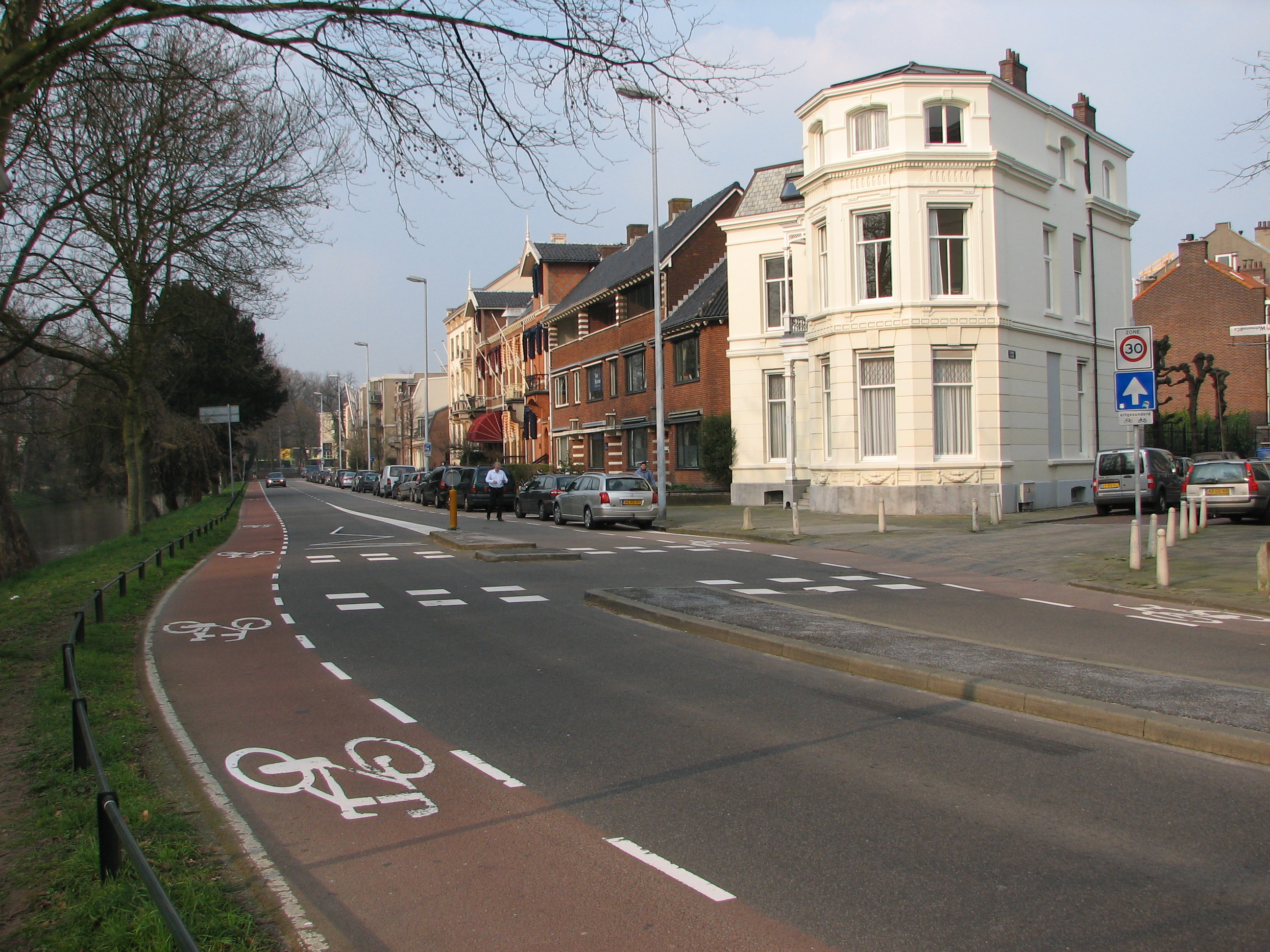
Utrecht, aux Pays-Bas, a des voies réservées pour la circulation des cyclistes.

Dans les zones résidentielles, où circulent de nombreux usagers de la route vulnérables tels que les piétons et les cyclistes, des mesures d'apaisement de la circulation peuvent constituer des outils de sécurité. Bien que n'étant pas strictement une mesure d'apaisement, l'implantation de petits îlots (similaires au principe du rond-point) au centre des carrefours a entraîné une réduction importante des collisions. Le principe d'espace partagé, qui repose sur les instincts et interactions humaines telles que le contact visuel, et qui se caractérise par la suppression des feux et de la signalétique traditionnelle, voire la suppression d'une distinction entre chaussée et trottoirs, est de plus en plus populaire. Les deux approches peuvent s'avérer efficaces. Dans les zones piétonnes, les ralentisseurs, sous forme de bosses, sont souvent placés pour ralentir les voitures.
Pour les quartiers en projet, des études recommandent de nouvelles configurations en réseau telles que le « fused grid (en) » ou 3-Way Offset. Ces modèles d'agencement structurent les zones résidentielles en zones de non-circulation au moyen de boucles ou de voies sans issue. Ils garantissent également que les piétons et les cyclistes soient avantagés en introduisant des voies réservées traversant les îlots urbains et les parcs. Un tel principe d'organisation, appelé « Filtered Permeability » (perméabilité filtrée), implique le traitement préférentiel des modes de transport dits « actifs » (marche et vélo). Ces nouveaux modèles, recommandés pour la mise en place des quartiers, sont basés sur l'analyse des données d'accidentologie des régions et sur de longues périodes,,. Ils montrent que les intersections à quatre voies combinées avec un axe principal traversant contribuent à accroître le risque d'accidents.
Les barrières de sécurité, solidement ancrées au sol des trottoirs, sont conçues pour absorber l'énergie d'impact des véhicules et minimiser le risque pour leurs occupants comme pour les piétons. La plupart des poteaux de lampadaires sont eux conçus pour se plier ou se briser à leur base en cas d'impact, de même que le mobilier urbain, les panneaux de signalisation, ou les bornes d'incendie. Les arbres ont été supprimés au bords des routes.
Les mauvais revêtements peuvent entraîner des problèmes de sécurité. Si trop d'asphalte ou de liant bitumineux est utilisé, le liant peut suinter ou être expulsé à la surface, créant un pavage très lisse offrant peu de traction en cas de pluie. Certains types d'agrégats deviennent très lisses ou polis sous l'usure constante des pneus, conduisant à nouveau à une mauvaise adhérence sous la pluie. L'un ou l'autre peuvent augmenter le risque de collisions par temps humide en augmentant les distances de freinage ou en contribuant à la perte de contrôle. Si le pavé est insuffisamment incliné ou mal drainé, l'eau stagnante sur la surface peut également entraîner des pertes de control par temps humide par aquaplanage. La plupart des routes présentent une surface cambrée pour évacuer l'eau stagnante (et donc le verglas en hiver), principalement pour éviter les dégâts causés par le gel, mais aussi pour augmenter la traction par mauvais temps. Certaines sections de route sont maintenant enrobées d'un bitume poreux pour améliorer le drainage, particulièrement dans les virages.
Dans certains pays, les voies sont marquées par des « yeux de chat », des points en relief, ou des plots encastrés. Les plots encastrés ne sont pas utilisés là où il gèle pendant l'hiver, parce que le gel et les chasse-neiges peuvent briser la colle qui les fixe sur la route, bien qu'ils puissent être intégrés dans de petites tranchées peu profondes creusées dans la chaussée, comme cela se fait dans les régions montagneuses de Californie. Dans certaines régions, les dangers et les intersections sont signalés à plusieurs reprises, environ cinq, vingt et soixante secondes à l'avance, de sorte que les conducteurs ne soient pas surpris.
La plupart des panneaux de signalisation et marquages au sol des chaussées sont rétroréfléchissants, incorporant de petites sphères de verre ou des prismes pour réfléchir plus efficacement la lumière des phares des véhicules aux yeux du conducteur.

#### Tourner à l'inverse du sens de circulation

Illustration du système américain « Michigan left ».

Tourner à un carrefour en croisant la trajectoire des véhicules venant en sens inverse — c'est-à-dire tourner à gauche dans les pays roulant à droite, tourner à droite dans les pays roulant à gauche — expose à plusieurs risques. Le risque le plus grave est la collision avec le trafic arrivant en sens inverse. Puisqu'il s'agit presque d'une collision frontale, les blessures sont choses communes et c'est la cause la plus fréquente de décès dans les zones urbaines. Un autre risque majeur est l'implication dans une collision par l'arrière lors de l'attente pour un passage libre dans la circulation de l'axe à traverser.
Les mesures pour contrer ce type de collision sont les suivantes :
- Ajout d'une voie spécifique pour tourner à gauche[16] ;
- Instauration d'une régulation lumineuse spécifique dans les intersections dotées de feux de circulation[17] ;
- Construction d'infrastructures comme le « Michigan left (en) » aux États-Unis (qui crée une boucle, comme sur un rond-point) ;
- Conversion des intersections classiques en ronds-points[16].

Tourner en croisant la trajectoire des véhicules venant en sens inverse a été identifié comme un problème chez les conducteurs les plus âgés aux États-Unis.

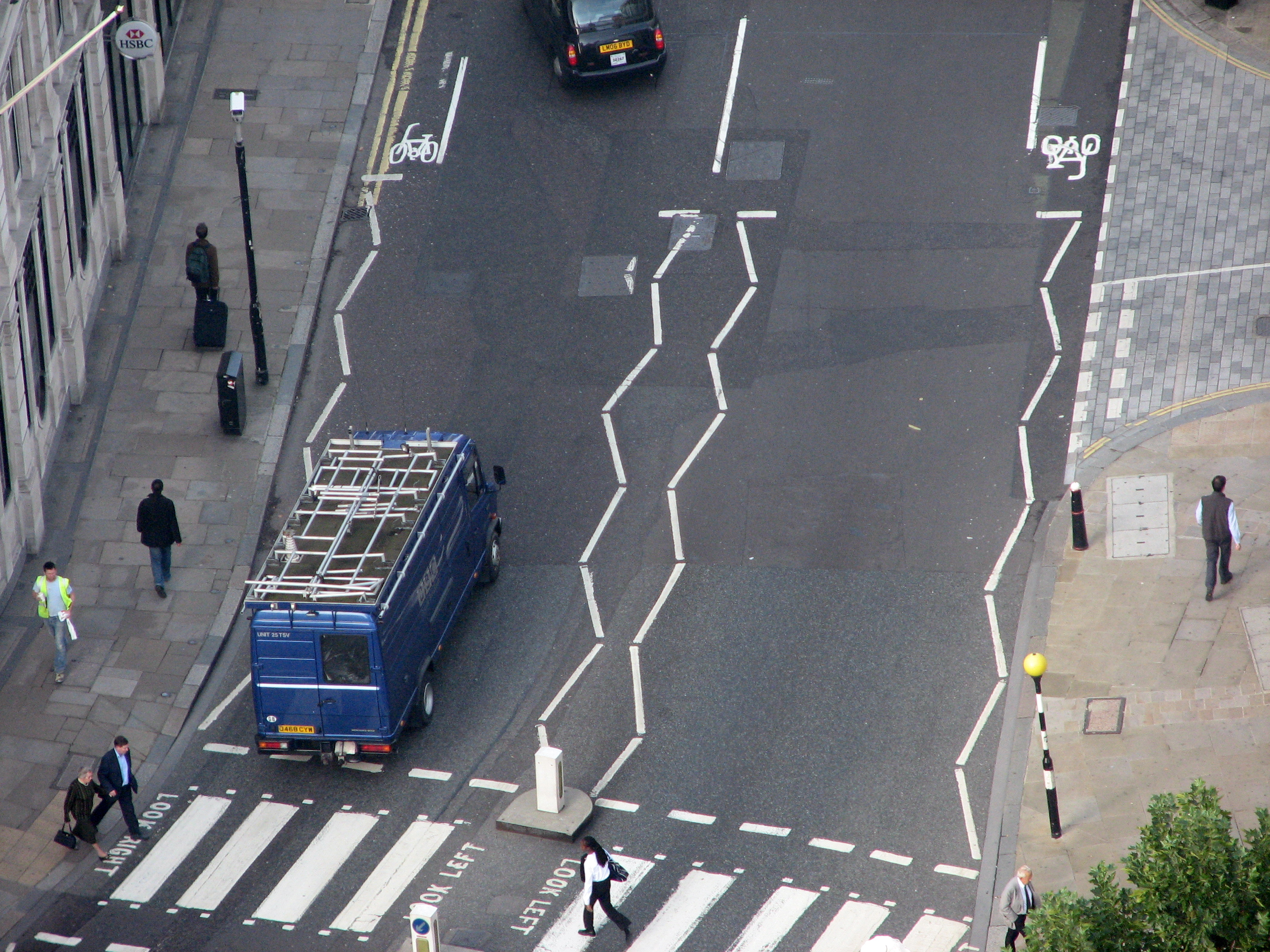
Passage piéton, marquage et mobilier urbain.

#### Conception pour piétons et cyclistes

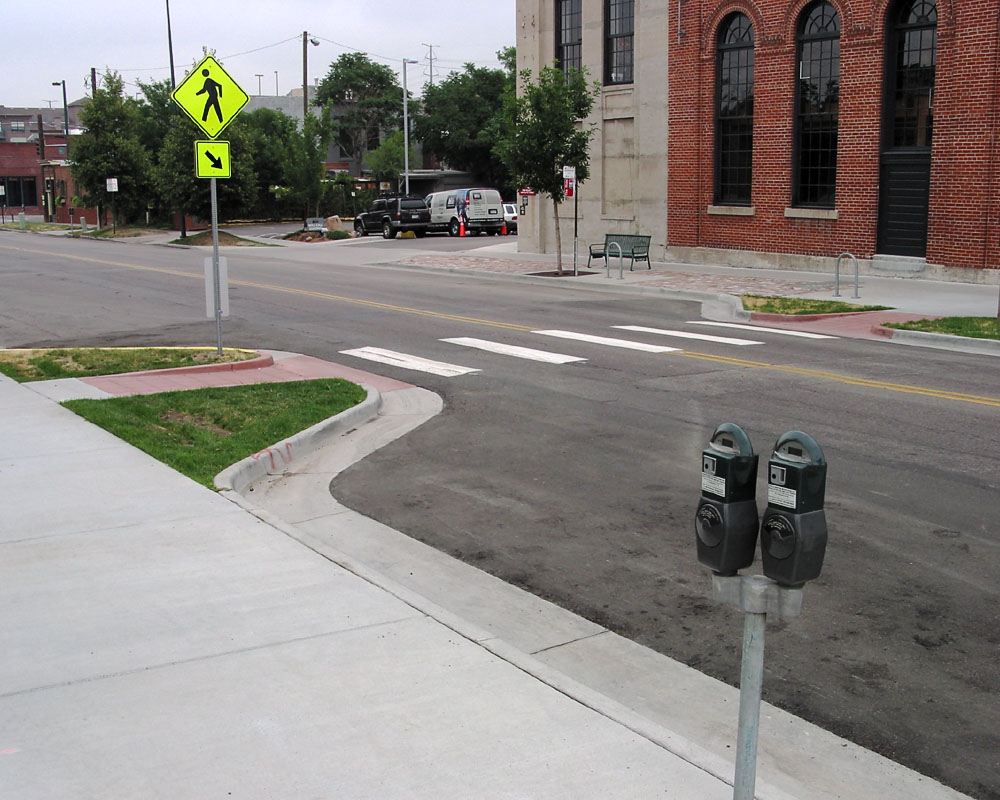
Prolongement du trottoir vers un passage piéton.

Les piétons et les cyclistes sont parmi les usagers de la route les plus vulnérables et, dans certains pays, ils constituent plus de la moitié des décès sur les routes.
Parmi les mesures visant à améliorer la sécurité des utilisateurs non motorisés, on compte :
- Des trottoirs de largeur suffisante pour la circulation des piétons ;
- Des barrières pour piétons pour empêcher ces derniers de traverser aux endroits dangereux ;
- Des passages piétons au plus proche du chemin le plus court qui permettent aux piétons de traverser les voies en toute sécurité ;
- Des chemins piétonniers et des pistes cyclables séparés de la route principale ;
- Des carrefours protégés dans lesquels les cyclistes et les piétons sont séparés des véhicules motorisés ;
- Des viaducs ou passerelles dédiés (lesquels ont tendance à être impopulaires avec les piétons et les cyclistes en raison de la distance et de l'effort supplémentaires) ;
- Des passages souterrains (ceux-ci peuvent représenter un risque de criminalité accru s'ils ne sont pas bien conçus) ;
- Des ralentisseurs et des signaux incitant à ralentir ;
- Des limites de vitesse basses qui soient rigoureusement surveillées, éventuellement par des radars et des caméras ;
- Des systèmes d'espace partagé garantissant un usage égalitaire de l'espace routier à tous les usagers, indépendamment du mode d'utilisation.

#### Espace partagé

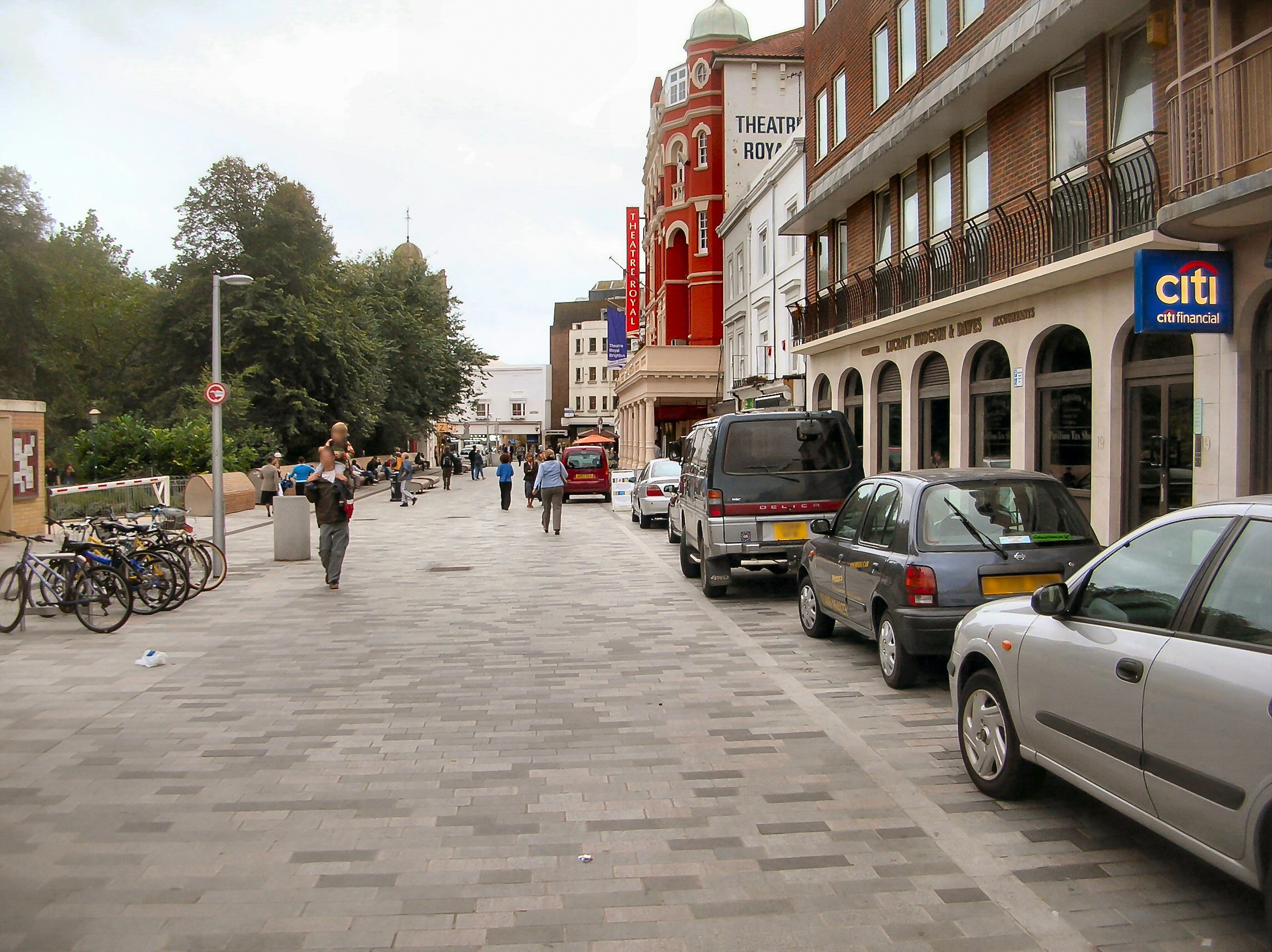
Un « shared space » à Brighton (Royaume-Uni).

En 1947, la Pedestrians’ Association (en) anglaise suggérait que de nombreuses mesures de sécurité introduites (limites de vitesse, apaisement de la circulation, panneaux de signalisation et marquage routier, feux de circulation, balises Belisha et passages protégés pour piétons, pistes cyclables, etc.) étaient potentiellement imparfaites parce que « toute mesure de sécurité non-contraignante, bien qu'admirable en soi, est regardée par les conducteurs comme un permis de circuler plus vite, de sorte que la proportion de danger augmente et que la situation ne s'en trouve qu'empirée ».
Dans les années 1990, une nouvelle approche, connue sous le nom d'« espace partagé », est mise au point. Elle élimine beaucoup de ces éléments de sécurité à certains endroits et attire alors l'attention des autorités du monde entier,. Cette approche a été développée par Hans Monderman qui suggère que « si vous traitez les conducteurs comme des idiots, ils agissent comme des idiots » et avance que faire confiance aux conducteurs est plus efficace que de les obliger à bien se comporter. Le professeur britannique John Adams, un expert en compensation du risque, suggère que les mesures de sécurité traditionnelles supposent que les automobilistes soient des « automates égoïstes, stupides et obéissants devant être protégés de leur propre bêtise » et que les non-automobilistes sont traités comme des « automates vulnérables, stupides et obéissants devant être protégés des voitures - et de leur propre bêtise ».
Les résultats enregistrés indiquent que le concept d'« espace partagé » entraîne une réduction significative des vitesses de circulation, la quasi-élimination des accidents de la route, et une réduction des embouteillages. Les zones résidentielles partagent certaines similitudes avec les espaces partagés. Le woonerven hollandais ou belge tend également à ralentir la circulation dans les zones résidentielles en imposant des limites de vitesses inférieures, lesquelles sont indiquées par des signaux et des marquages spécifiques sur les voies, de même qu'en introduisant des dispositifs d'apaisement de la circulation et en donnant la priorité aux piétons sur les automobilistes.

### Autoroutes

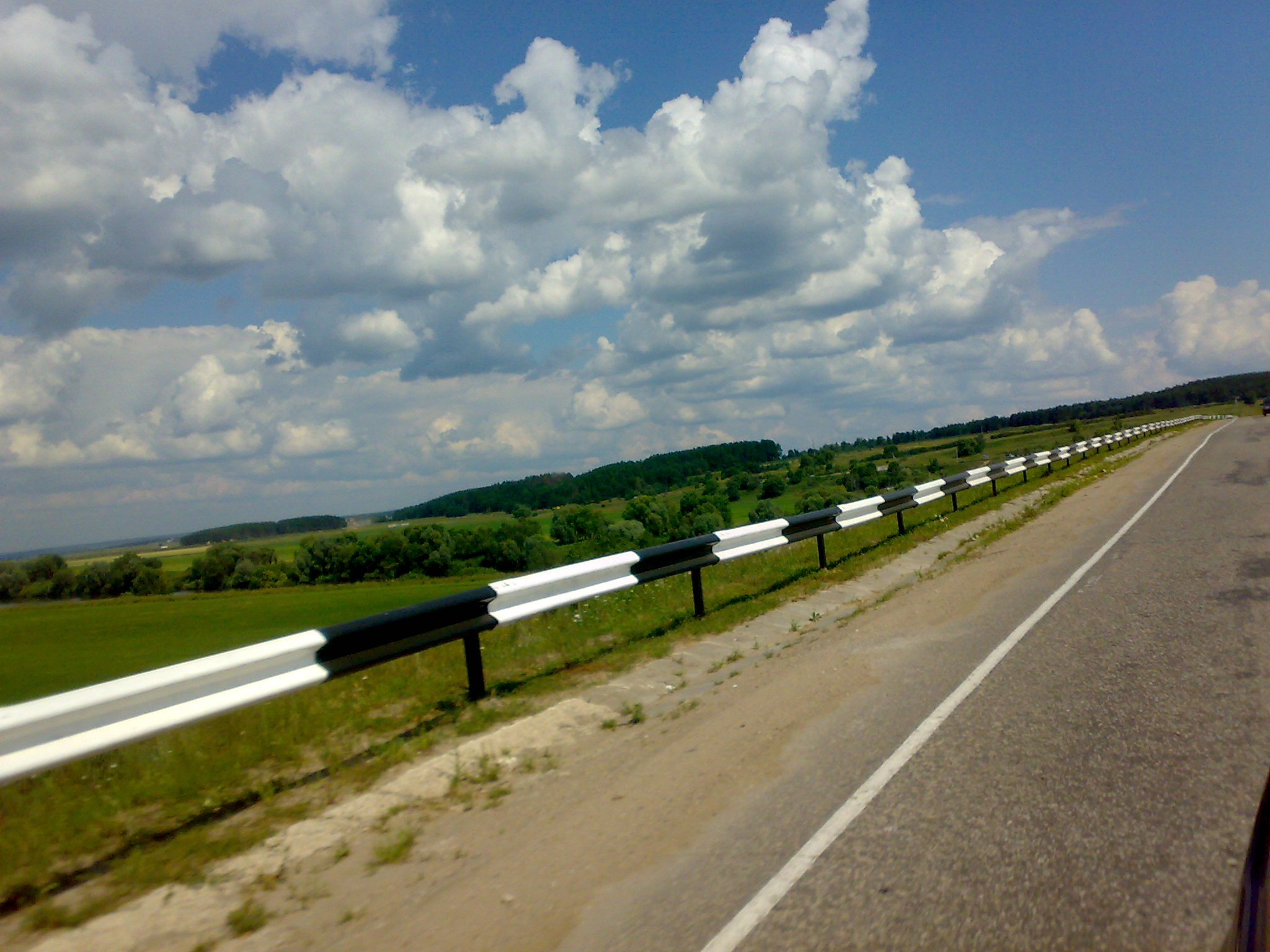
Glissière de sécurité le long d'une route de l'oblast de Kalouga (Russie).

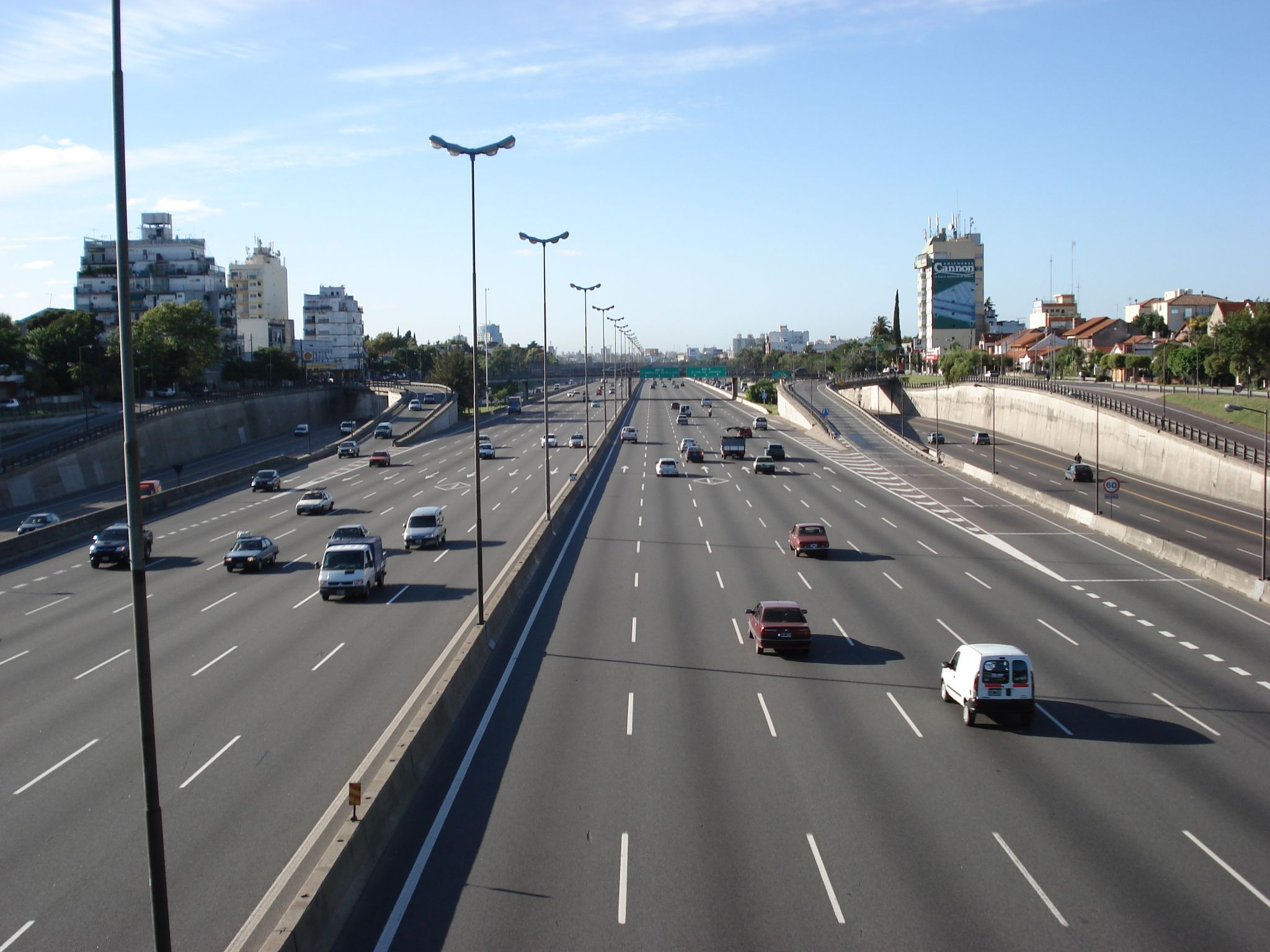
La route panaméricaine avec son mur central de séparation des sens de circulation.

Les autoroutes et voies rapides sont conçues pour permettre une circulation à grande vitesse plus sûre et comptent généralement des taux de blessures par véhicule/kilomètre inférieurs aux autres types de voies. Par exemple, en 2013, le taux de mortalité des autobahns allemandes était de 1,9 décès par milliard de kilomètres parcourus, ce qui, comparé avec le taux de 4,7 sur les voies urbaines et le taux de 6,6 sur les voies rurales, est très favorable.
Les caractéristiques de sécurité incluent :
- Accès limité à la voie de circulation à partir de propriétés privées et des voies locales ;
- Jonctions séparées par degré ;
- Diviseurs centraux entre les sens de circulation pour réduire la probabilité de collisions frontales ;
- Suppression des obstacles routiers ;
- Interdiction d'utilisation par les véhicules lents ou vulnérables ;
- Installation de dispositifs d'absorption d'énergie (par exemple glissières de sécurité, zone de dégagement, barils de sable) ;
- Élimination des péages routiers.

Les extrémités de certaines glissières en métal sur les autoroutes rapides aux États-Unis sont protégées par des atténuateurs d'impact conçus pour absorber progressivement l'énergie cinétique d'un véhicule et le ralentir avant qu'il ne percute la tête de la glissière, ce qui serait dévastateur à grande vitesse. Plusieurs mécanismes sont utilisés pour dissiper l'énergie cinétique, comme les Fitch barriers (inventées dans les années 1950 par le pilote automobile américain John Fitch), un système de fûts remplis de sable qui utilise le transfert d'énergie du véhicule vers le sable. De nombreux autres systèmes déchirent ou déforment les éléments en acier pour absorber l'énergie et arrêter progressivement les véhicules.
Dans certains pays, les voies principales sont dotées de vibreurs en relief collés en bordure de chaussée ou imprimés dans l'asphalte, de sorte que les conducteurs somnolents sont réveillés par un fort bourdonnement alors qu'ils relâchent leur attention et dérivent vers le bord de la route. Une autre méthode consiste en un marquage de ligne continue comprenant des nervures à intervalles réguliers. L'objectif du marquage est d'obtenir une meilleure délimitation visuelle du bord de la chaussée pendant la nuit, dans des conditions humides. Il fournit également un avertissement sonore et vibratoire aux conducteurs de véhicules, s'ils roulent sur le marquage.
Les meilleures autoroutes présentent des virages légèrement relevés (bankings) pour réduire la déformation des pneus et augmenter la stabilité pour les véhicules à centre de gravité élevé (tels les SUV et autres).
Quand un motocycliste tombe sur un circuit, il glisse hors de la piste dans une zone de dégagement en perdant progressivement de l'énergie, subissant le plus souvent des blessures minimes. De même, une zone dégagée en bordure d'autoroute ou d'une voie à grande vitesse peut empêcher de transformer une simple sortie de route en collision avec un élément fixe tel qu'un arbre ou une construction.
Les États-Unis ont développé un prototype de voies automatisées, afin de réduire la fatigue des conducteurs et d'augmenter la capacité de transport de la chaussée. Des unités en bordure de route participant aux futurs réseaux de communications de sécurité des véhicules ont été étudiées.
Comme les autoroutes sont beaucoup plus coûteuses à construire que les routes ordinaires et utilisent plus d'espace, elles ne sont utilisées que pour les grands axes principaux. Dans les pays développés, les autoroutes supportent une part importante des déplacements motorisés ; par exemple, en 2003, les 3 533 km d'autoroutes du Royaume-Uni représentaient moins de 1,5 % du total des voies routières mais accueillaient 23 % de la circulation.
L'amélioration de la sécurité et l'économie de carburants constituent les raisons habituelles qui mènent à construire plus d'autoroutes. La proportion du trafic supporté par les autoroutes est un facteur de sécurité important. Par exemple, même si le Royaume-Uni avait des taux de mortalité plus élevés sur ses routes et autoroutes qu'en Finlande, les deux pays ont partagé le même taux de mortalité en 2003. Ce résultat est imputable à la plus grande proportion du trafic autoroutier au Royaume-Uni. De même, la réduction des conflits avec d'autres véhicules sur les autoroutes entraîne une circulation plus fluide, des taux de collision réduits et une réduction de la consommation de carburant par rapport au trafic stop-and-go sur d'autres routes.

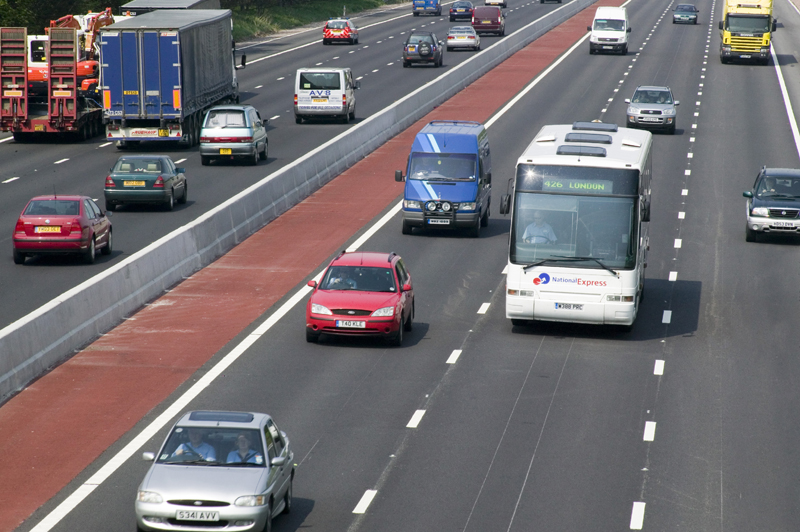
Mur central en béton sur l'autoroute M1, Royaume-Uni.

Depuis janvier 2005, la politique de l'Agence routière du Royaume-Uni est que tous les nouveaux programmes autoroutiers soient dotés de barrières centrales en béton. Toutes les autoroutes existantes introduiront des murets centraux en béton dans le cadre de mises à niveau et lors du remplacement au fur et à mesure que les systèmes précédents auront atteint la fin de leur durée de vie utile. Ce changement de politique s'applique uniquement aux barrières centrales des routes à grande vitesse et non aux barrières latérales. Les autres routes continueront à utiliser des barrières en acier.
Plus de personnes meurent sur les bandes d'arrêt d'urgence que sur les autoroutes elles-mêmes, les conducteurs ne perçoivent pas toujours qu'un véhicule est arrêté, malgré les feux de détresse. Au Royaume-Uni, les véhicules d'assistance AA et la police garent leurs véhicules sur le bas-côté avec un léger angle afin que les conducteurs en approche puissent apercevoir le flanc du véhicule et comprennent donc qu'ils sont arrêtés[citation nécessaire]. 30 % des accidents sur autoroutes se produisent à proximité des cabines de péage dans les pays qui en sont équipés, ce point peut être réduit en passant à des systèmes de télépéage.

## Sécurité des véhicules
La sécurité peut être améliorée de diverses façons selon le transport effectué.
Les véhicules plus âgés peuvent induire un risque supérieur d'accident.
En Espagne, le risque d'être tué dans un véhicule de plus de 15 ans est deux fois plus élevé que dans un véhicule neuf. Les véhicules de plus de dix ans ont 30 % d'accidents supplémentaires.

### Autobus et autocars
La sécurité peut être améliorée de diverses façons simples pour réduire les risques d'accident. Éviter de se précipiter ou de se tenir debout dans des endroits dangereux dans le bus ou l'autocar et suivre les règles dans le bus ou l'autocar augmentera considérablement la sécurité d'une personne voyageant en bus ou en autocar. Divers dispositifs de sécurité peuvent également être mis en œuvre dans les bus pour améliorer la sécurité, y compris les barres de sécurité pour les personnes à retenir.

### Automobiles

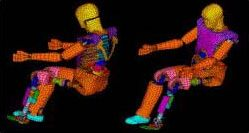
Des collisions simulées utilisant des crash test dummies (ici, virtuels), aident à améliorer la conception des automobiles.

La sécurité peut être améliorée en réduisant les risques qu'un conducteur commette une erreur ou en concevant des véhicules pour réduire la gravité des collisions qui se produisent. La plupart des pays industrialisés ont des exigences et des spécifications complètes pour les dispositifs, les systèmes, la conception et la construction de véhicules liés à la sécurité. Cela peut comporter :
- des attaches de passagers telles que ceintures de sécurité - souvent en conjonction avec des lois exigeant leur utilisation - et airbags ;
- des équipements d'évitement des accidents tels que éclairage et réflecteurs ;
- des systèmes d'assistance au conducteur tels qu'un correcteur électronique de trajectoire (ESP) ;
- la conception de la capacité de survoltage, y compris les matériaux intérieurs ignifuges, les normes pour l'intégrité du système de carburant et l'utilisation de verre de sécurité ;
- des détecteurs de sobriété, interverrouillages qui empêchent la clef de contact de fonctionner si des quantités importantes d'alcool sont détectées par éthylotest embarqué. Ils ont été utilisés par certaines entreprises de transport commercial ou ont été suggérés pour être utilisés par des délinquants récidivistes de conduite en état d'ivresse sur une base volontaire[28].

### Motos
Les statistiques sur les accidents de la route au Royaume-Uni montrent que les motards sont neuf fois plus susceptibles de d'avoir un accident et dix-sept fois plus susceptibles de mourir dans un accident, que les automobilistes. Le taux de mortalité plus élevé est en partie dû au manque de protection contre les chocs (contrairement aux véhicules fermés tels que les voitures), combiné aux vitesses élevées pratiquées généralement par les motos.
Selon les statistiques américaines, le pourcentage de motards intoxiqués impliqués dans des accidents mortels est plus élevé que chez les autres utilisateurs sur les routes. Le port du casque joue également un rôle majeur dans la sécurité des motocyclistes : la National Highway Traffic Safety Administration (NHTSA) a estimé en 2008 que le port du casque était efficace à 37 % pour sauver des vies de motocyclistes impliqués dans des accidents, et 41 % dans le cas des passagers.

### Camions
Selon le service de transport de la Commission européenne «on a estimé que jusqu'à 25 % des accidents impliquant camions peuvent être attribuables à une sécurité de fret insuffisante». Une cargaison incorrectement sécurisée peut causer des accidents graves et entraîner une perte de cargaison, perte de vies, perte de véhicules et risque d'être dangereux pour l'environnement. Une façon de stabiliser, sécuriser et protéger la cargaison pendant le transport sur la route est l'utilisation de sacs de calage, qui sont placés dans les vides de la cargaison et sont conçus pour empêcher la charge de se déplacer pendant le transport.
Together for Safer Roads (TSR) a développé les meilleures pratiques pour la mise en œuvre de programmes de sécurité routière d'entreprise qui incluent la gestion et l'analyse des données, la cartographie des itinéraires, l'investissement et l'entretien des flottes, les politiques de sécurité et la formation des employés et la formation de premiers soins / sécurité en cas de collision.

### Police
Des centaines de personnes sont tuées chaque année en raison de poursuites à grande vitesse de suspects fuyant la police. Différentes juridictions autorisent de telles poursuites dans des circonstances différentes ; pour limiter les accidents, ces dernières sont souvent limitées à la poursuite de criminels violents.

## Réglementation des usagers de la route
Différents types de réglementations pour les usagers de la route sont en vigueur ou ont été essayés dans le monde.

### Utilisateurs de véhicules à moteur
Selon les juridictions, l'âge du conducteur et le type de voie et de véhicule, les conducteurs de véhicules à moteur peuvent avoir à suivre une formation de conduite et obtenir un permis (les chauffeurs de transports publics et de poids lourds peuvent avoir besoin d'une formation supplémentaire et obtenir des permis spécifiques). Ils doivent se conformer à des restrictions de consommation d'alcool ou de stupéfiants, respecter les réglementations sur l'utilisation des téléphones mobiles, être couverts par une assurance automobile, boucler les ceintures de sécurité, et se conformer aux limites de vitesse imposées. Les motards peuvent en outre être obligés de porter un casque de moto. Les conducteurs de certains types de véhicules (camions, autocars, etc.) peuvent être soumis à des réglementations portant sur des durées maximum de conduite autorisées (enregistrées par chronotachygraphe).
Certains États américains comme le Maryland ont mis en place des réglementations spécifiques aux très jeunes conducteurs (on peut conduire dès l'âge de 16 ans aux États-Unis, parfois 15 ans), comme une limite du nombre de passagers. Il est établi que les accidents les plus graves chez les jeunes se produisent de nuit, lorsque les véhicules sont plus susceptibles de transporter plusieurs occupants et que les ceintures de sécurité sont moins susceptibles d'être utilisées. L'Insurance Institute for Highway Safety (ou IIHS - une organisation américaine financée par les compagnies d'assurances) suggère des restrictions aux parents des jeunes conducteurs, y compris un couvre-feu pour les empêcher de conduire la nuit, une restriction du transport de passagers, la supervision des conducteurs les moins expérimentés, une tolérance zéro à l'alcool, ou une restriction de l'accès aux véhicules les plus puissants. L'IIHS propose aussi l'augmentation des normes requises aux États-Unis pour les moniteurs de conduite et l'amélioration des examens de conduite.
Alors que la responsabilité de garantir des voies de circulation sécurisées incombe principalement aux États, les défis liés au développement impliquent que tous les secteurs de la société s'engagent et contribuent, y compris le secteur privé. Les routes plus sûres profitent également aux entreprises en améliorant la sécurité et la santé des employés, en protégeant les actifs (parcs de véhicules), réduisant les pertes de productivité et les coûts de santé, et en améliorant l'efficacité des chaînes d'approvisionnement et leur rentabilité. Certains pays ou États ont déjà mis en œuvre certaines de ces idées grâce aux réseaux Vision Zero.

### Cyclistes
En fonction de la juridiction du pays, du type et de l'ancienneté des voies, les cyclistes sont tenus de se conformer aux réglementations sur la conduite sous l'influence de l'alcool ou de stupéfiants, respecter les réglementations sur l'utilisation de téléphones mobiles en roulant, être couverts par une assurance, respecter les éventuelles limites de vitesse, porter un casque de vélo, un gilet rétroréfléchissant hors agglomération et la nuit, et disposer d'un avertisseur sonore et d'éclairages réglementaires fiables à l'avant et à l'arrière.

### Piétons
En fonction des juridictions, traverser les voies en dehors des passages signalés peut être interdit. Les programmes scolaires de sécurité routière contribuent à améliorer les comportements dès l'enfance.

## Campagnes d'information

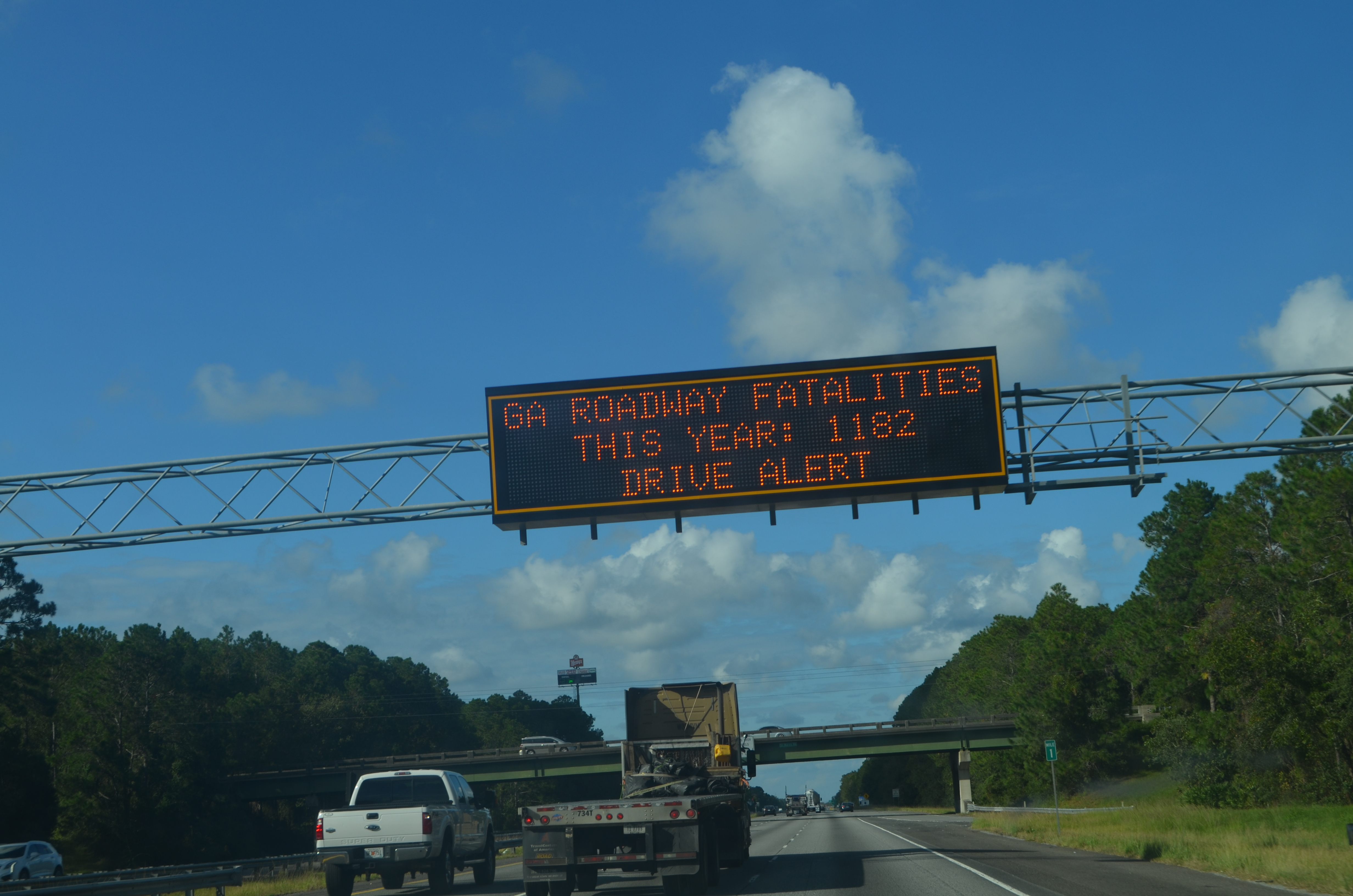
Affichage du nombre de tués dans l'État de Géorgie sur l'autoroute I-95, États-Unis.

Des campagnes d'information sont utilisées pour sensibiliser aux initiatives conçues pour réduire les accidents de la route, par exemple :
- Decade of Action, par l'OMS et la FIA (2011-2020)[40] ;
- One False Move, campagne britannique documentée par Mayer Hillman et al. en 1990[41] ;
- Speeding. No one thinks big of you., en Nouvelle-Galles du Sud, Australie, 2007 ;
- L’accident de la route n'est pas une fatalité !, par l'OMS, 2004[42] ;
- Designated driver, campagne aux États-Unis, depuis les années 1970 ;
- Click It or Ticket, aux États-Unis, depuis les années 1993 ;
- Clunk Click Every Trip, Royaume-Uni, 1971 ;
- Green Cross Code, Royaume-Uni, depuis 1970.

## Statistiques

### Évaluation des routes pour plus de sécurité
Depuis 1999, l'European Road Assessment Programme (EuroRAP) a évalué les routes principales en Europe, attribuant un score de protection routière. Il en résulte un classement des voies par étoiles en fonction du niveau de protection pour les occupants de véhicules, cinq étoiles étant attribuées pour une route avec les meilleures caractéristiques de survie. Le programme indique qu'il a mis en évidence des milliers de sections routières en Europe où des usagers sont régulièrement mutilés et tués par manque de mesures de sécurité, parfois pour guère plus que l'économie d'une barrière de sécurité ou de la peinture nécessaire pour améliorer le marquage routier.
Il est prévu d'étendre les mesures pour évaluer la probabilité d'un accident sur la route. Ces notations sont utilisées pour informer la planification et les objectifs des autorités. Par exemple, en Grande-Bretagne, les deux tiers de tous les décès liés à la route en Grande-Bretagne se produisent sur des routes rurales, fait qui soutient mal la comparaison avec le réseau autoroutier; les routes vicinales supportent 80 % des décès en milieu rural et des blessures graves, tandis que 40 % des victimes d'occupants de voitures rurales se trouvent dans des voitures qui frappent des objets routiers, comme des arbres. Les améliorations apportées à la formation des conducteurs et aux caractéristiques de sécurité pour les routes rurales espèrent réduire ce bilan.
Le nombre d'agents de circulation désignés au Royaume-Uni est tombé de 15 à 20 % de force de police
en 1966 à sept pour cent de la force forcée en 1998, et entre 1999 et 2004 de 21 %. Il est question de savoir si la réduction des accidents de la circulation par 100 millions de km parcourus pendant ce temps a été due à l'application robotique.
Aux États-Unis, les routes ne sont pas classées par le gouvernement, pour les communiqués de presse et la connaissance publique sur leurs caractéristiques de sécurité réelles[pas clair]. Cependant, en 2011, la National Highway Traffic Safety Administration a révélé que plus de 800 personnes ont été tuées aux États-Unis par des « objets non fixes », ce qui comprend les débris routiers. La Californie possède le plus grand nombre de décès totaux causés par ces accidents; Le Nouveau-Mexique connaît le plus grand risque mortel pour un individu par accident impliquant des débris de véhicules.

### Statistiques KSI
Selon l'OMS/IRTAD, « Les données sur les accidents de la circulation sont souvent comparées entre pays et entre régions. Ces comparaisons se font en nombre de victimes, mais aussi en fonction du nombre d'habitants (mesure du risque sanitaire national), du nombre de véhicules-kilomètres parcourus (mesure du risque transport) ainsi que du nombre de voitures dans un pays, etc.. Pour une comparaison fiable, il convient d'utiliser les volumes réels (plutôt que des nombres enregistrés avec des taux d'enregistrement différents) »[réf. incomplète].
D'après le Rapport de situation sur la sécurité routière dans le monde 2018 de l'OMS[réf. incomplète], 1,35 million de personnes sont tuées chaque année lors d'une collision routière dans le monde et entre 20 et 50 millions sont blessées ; parmi eux, 25 000 touristes sont tués et la moitié des évacuations médicales vers les États-Unis par exemple, sont le résultat d'accidents de la route.
Selon le rapport 2010 de l'OMS, les jeunes adultes âgés de 15 à 44 ans représentent 59 % des décès liés à la circulation routière mondiale. D'autres faits clés selon ce rapport :
- Les accidents de la route sont la principale cause de décès chez les jeunes âgés de 15 à 29 ans.
- 91 % des décès mondiaux sur les routes se produisent dans des pays à faible revenu et à revenu intermédiaire, même si ces pays ont environ la moitié des véhicules du monde ;
- La moitié de ceux qui meurent sur les routes du monde sont des usagers de la route « vulnérables » (piétons, cyclistes et motocyclistes) ;
- Seuls 28 pays, représentant 416 millions de personnes (7 % de la population mondiale) ont des lois adéquates qui traitent des cinq facteurs de risque (vitesse, conduite sous l'influence de l'alcool ou de drogues, non port de casque, non port de ceinture et absence de dispositifs de retenue pour enfants).

Un pays comme le Japon compte 2 636 tués en 2021 pour une population de d'environ 125 507 472 d'habitants, soit 21 tués par millions d'habitants, mais de nombreux pays ont une mortalité supérieure.

#### Pays de l'OCDE
Comme les améliorations comparativement médiocres de la sécurité des piétons sont devenues une préoccupation au niveau de l'OCDE, le Centre commun de recherche sur les transports de l'OCDE et le Forum international des transports (FIT) a convoqué un groupe d'experts internationaux et publié un rapport intitulé « La sécurité des piétons, l'espace urbain et la santé en 2012 ».
Selon le Forum international des transports de l'OCDE, en 2013, les chiffres clés de leurs trente-sept États membres et pays observateurs ont été les suivants.
| Pays               | Décès par 1 million habitants | Décès par 10 milliards de véhicules-km | Décès par 100 000 véhicules immatriculés | Véhicules enregistrés pour 1 000 habitants | Taux de port de ceinture de sécurité avant (conducteur, passager) / arrière (adultes, enfants) | limite de vitesse urbain / rural / autoroute (km/h)                |
| ------------------ | ----------------------------- | -------------------------------------- | ---------------------------------------- | ------------------------------------------ | ---------------------------------------------------------------------------------------------- | ------------------------------------------------------------------ |
| Allemagne          | 41                            | 46                                     | 6                                        | 651                                        | 96-98 % / 97,98 %                                                                              | 50 / 100 / pas de limitation ou 130                                |
| Argentine          | 123                           | nd.                                    | 23                                       | 529                                        | 52 %, 45 % / 19 %, 45 %                                                                        | 30-60 / 110 / 130                                                  |
| Australie          | 51                            | 50                                     | 7                                        | 751                                        | 97 % / 96 %                                                                                    | 50, 60-80 / 100 ou 110 / 110                                       |
| Autriche           | 54                            | 58                                     | 8                                        | 710                                        | 89 % / 77 %                                                                                    | 50 / 100 / 130                                                     |
| Belgique           | 65                            | 71                                     | 10                                       | 627                                        | 86 % / 63 %, 79 %                                                                              | 30-50 / 70-90 / 120                                                |
| Cambodge           | 143                           | nd.                                    | 78                                       | 151                                        | 17 % / nd.                                                                                     | 40 / 90 / nd.                                                      |
| Canada             | 55                            | 56                                     | 9                                        | 644                                        | 95 % / 95 % (estimation)                                                                       | 40-70 / 80-90 / 100-110                                            |
| Chili              | 120                           | nd.                                    | 50                                       | 237                                        | 62,78 % / 15 %                                                                                 | 60 / 100-120 / 120                                                 |
| Corée              | 101                           | 172                                    | 23                                       | 450                                        | 89 %, 75 % / 22 % (sur autoroute)                                                              | 60 / 60-80 / 110 (100)                                             |
| Danemark           | 34                            | 39                                     | 6                                        | 523                                        | 94 % / 81 %                                                                                    | 50 / 80 / 110 ou 130                                               |
| Espagne            | 36                            | nd.                                    | 5                                        | 662                                        | 90 % / 81 %                                                                                    | 50 / 90 or 100 / 120                                               |
| États-Unis         | 103                           | 68                                     | 12                                       | 852                                        | 87 % / 74 %                                                                                    | selon l'État / selon l'État / 88-129 (selon l'État)                |
| Finlande           | 48                            | 48                                     | 7                                        | 725                                        | 95 % / 87 %                                                                                    | 50 / 80 (hiver) 100 (été) / 120 (100)                              |
| France             | 51                            | 58                                     | 8                                        | 647                                        | 98 % / 84 %, 90 %                                                                              | 50 / 80 / 130 (110 pluie)                                          |
| Grèce              | 79                            | nd.                                    | 11                                       | 726                                        | 77 %, 74 % / 23 %                                                                              | 50 / 90 (110) / 130 (110)                                          |
| Hongrie            | 60                            | nd.                                    | 16                                       | 366                                        | 87 % / 57 %, 90 %                                                                              | 50 / 90 / 130 (110)                                                |
| Islande            | 47                            | 47                                     | 6                                        | 830                                        | 84 % / 65 %                                                                                    | 50 / 90 (80) / nd.                                                 |
| Irlande            | 41                            | 40                                     | 8                                        | 541                                        | 92 % / 88 %, 91 %                                                                              | 50 / 80 ou 100 / 120                                               |
| Israël             | 34                            | 54                                     | 9                                        | 352                                        | 97 % / 74 %                                                                                    | 50,70 / 80,90,100 / 110                                            |
| Italie             | 57                            | nd.                                    | 7                                        | 821                                        | 64 %-76 % / 10 %                                                                               | 50 / 90-110 / 130 (110 mauvais temps, 100 jeunes conducteurs, 150) |
| Jamaïque           | 122                           | nd.                                    | 87                                       | 130                                        | 44 % / très bas (estimation)                                                                   | 50 / 50 / 70 ou 110                                                |
| Japon              | 40                            | 69                                     | 6                                        | 657                                        | 96 % ,94 % / 61 %                                                                              | 40,50,60 / 50,60 / 100                                             |
| Lituanie           | 87                            | nd.                                    | 11                                       | 766                                        | 95 % / 33 %                                                                                    | 50 / 90 (70) / 120 ou 130 (110 l'hiver)                            |
| Luxembourg         | 84                            | nd.                                    | 11                                       | 771                                        | 80 % / nd.                                                                                     | 50 / 90 / 130 (110 sous la pluie)                                  |
| Malaisie           | 231                           | 122                                    | 29                                       | 792                                        | 82 %, 68 % / 9 %                                                                               | 50 / 90 / 110                                                      |
| Maroc              | 116                           | nd.                                    | 117                                      | 100                                        | 49 %, 46 % / nd.                                                                               | 50 / 100 / 120                                                     |
| Netherlands        | 34                            | 45                                     | 5                                        | 537                                        | 97 % / 82 %                                                                                    | 50 / 80 / 130                                                      |
| Nouvelle-Zélande   | 57                            | 63                                     | 8                                        | 734                                        | 97 % / 92 %, 93 %                                                                              | 50 / 100 / 100                                                     |
| Norvège            | 37                            | 43                                     | 5                                        | 707                                        | 95 % / 87-88 %                                                                                 | 30,50 / 80 / 90,100,110                                            |
| Pologne            | 87                            | nd.                                    | 14                                       | 636                                        | 90 % / 71 % ,89 %                                                                              | 50 (60) / 90-120 / 140                                             |
| Portugal           | 61                            | nd.                                    | 11                                       | 551                                        | 96 % / 77 %, 89-100 %                                                                          | 50 / 90 / 120                                                      |
| Royaume-Uni        | 28                            | 35                                     | 5                                        | 551                                        | 96 % / 92 %                                                                                    | 48 / 96 ou 113 / 113                                               |
| Serbie             | 91                            | nd.                                    | 30                                       | 299                                        | 70 % / 4 %                                                                                     | 50 / 80 / 120                                                      |
| Slovénie           | 61                            | 72                                     | 10                                       | 638                                        | 94 % / 66 %, 87-94 %                                                                           | 50 / 90 (110) / 130                                                |
| Suède              | 27                            | 34                                     | 5                                        | 597                                        | 97 % / 81 %, 95 %                                                                              | 30,40,50 / 60,70,80,90,100 / 110 ou 120                            |
| Suisse             | 33                            | 43                                     | 5                                        | 708                                        | 94 %, 93 % / 77 %, 93 %                                                                        | 50 / 80 / 120                                                      |
| République tchèque | 62                            | 157                                    | 11                                       | 560                                        | 97 % / 66 %                                                                                    | 50 / 90 / 130                                                      |

nd. = non disponible

## Un domaine pluridisciplinaire

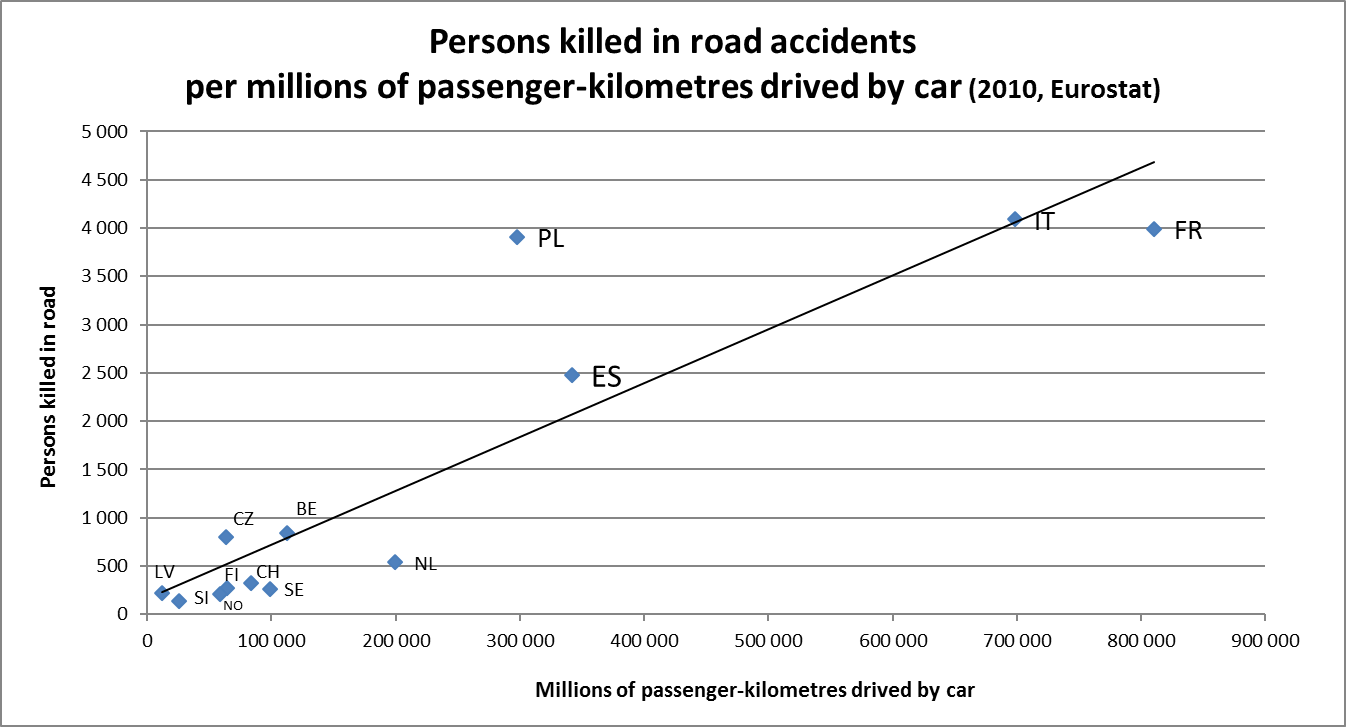
Personnes tuées dans les accidents de la route par millions de passagers-kilomètres transportés en voiture en 2010. Source Eurostat.

La question de la sécurité routière concerne diverses disciplines comme la sociologie, la démographie, ou l'accidentologie.
Plusieurs facteurs interviennent dans un accident :
- le comportement du conducteur : l'accident fait presque toujours intervenir une négligence ou une fatigue humaine, un comportement à risque, une mauvaise perception de la situation.
- les infrastructures dont la chaussée (route) et son état, la signalisation ;
- le véhicule, son état, ses dispositifs de sécurité ;
- la gestion de l'accident, les secours publics, l'action des témoins.
- l'interaction entre différentes catégories d'usagers de la route (automobilistes, chauffeurs de poids lourds, deux-roues motorisés, cyclistes et piétons) créant des tensions pour le partage de la voie, notamment en ville. Les plus fragiles (piétons et usagers de deux-roues) subissent souvent physiquement la « loi du plus fort ».

### Cohortes
L'utilisation de cohortes peut également être utilisé.
L'Institut national de la santé et de la recherche médicale (Inserm) a utilisé la cohorte GAZEL de 20 000 volontaires de 150 000 employés d'EDF-GDF à des fins d'études de santé et de sécurité routière.
Cette cohorte GAZEL a éclairé :
- le lien entre fatigue au travail et risque d’accident lors des trajets domicile-travail ;
- le risque d'accident des personnes toujours pressées et/ou agressives ;
- la multiplication par quatre du risque d'accident lors d'une séparation ou d'un divorce ;
- les pensées automatiques ;
- le changement des vitesses pratiquées entre 2001 et 2004[54].

Les données de la cohorte GAZEL suggèrent qu'une personne déclarant conduire conduire une fois par mois en état d'ivresse multiplie son risque d'accident grave par 3,8[réf. non conforme].
Toutefois, il est difficile de trouver des fonds pour étudier les pays en développement, qui concentrent 85 % de la mortalité routière, avec 1,4 million de décès chaque année, pour seulement 25 % du parc automobile.

#### France
En France, l'absence des statistiques institutionnelles liées aux conditions sociales laisse ainsi croire au plus grand nombre que le mortalité routière serait socialement indifférenciée. Pourtant, les statistiques font apparaître que le risque d'accident classés du plus au moins élevé selon les catégories socioprofessionnelles (CSP) concernent dans l'ordre les catégories « autre », retraités, agriculteurs, ouvriers, chômeurs, cadres supérieurs, professions libérales et chefs d’entreprise.
La connaissance des facteurs de risques permet de réduire la mortalité, mais cette réduction est plus rapide dans les catégories sociales aisées que dans les catégories populaires.

## Causes des accidents et facteurs de risque

### Comportement de l'usager de la route
Le comportement de l'usager de la route est souvent la cause des accidents de la circulation. Les causes comportementales sont essentiellement un non-respect du code de la route, bien que certains comportements accidentogènes puissent être conformes au code. La responsabilité peut être partagée entre plusieurs usagers impliqués dans un même accident.

### Conduite sous influence
- Certaines substances psychoactives ou drogues (dont l'alcool) et certains médicaments en particulier les hypnotiques et les tranquillisants (notamment les benzodiazépines), influencent le comportement, en ralentissant les réflexes, en diminuant la vigilance (risque de somnolence) voire en faussant le jugement ;
- L'alcool est la cause ou une des causes majeures de nombreux accidents ;
- Le cannabis au volant est aussi mis en cause dans l'augmentation des risques d'accidents mais avec des mécanismes différents .

### Fatigue, baisse de vigilance, somnolence
On constate une baisse de vigilance environ toutes les heures et demie ou toutes les deux heures, avec un pic d'accident à quatre heures du matin et un autre entre treize et seize heures : cette hypovigilance touche sept automobilistes sur dix en France, ce qui en fait la première cause d'accident mortel sur autoroutes en France en 2010.
Pour limiter les conséquences de l'endormissement au volant, particulièrement lors des longs trajets, beaucoup d'autoroutes et certaines routes à grande circulation sont équipées de bandes latérales rugueuses, qui provoquent des vibrations dans le véhicule lorsque celui-ci roule dessus. Des dispositifs de détection de franchissement de ligne continue sont apparues en option sur certains modèles comme la Citroën C4 dont le siège du conducteur se met à vibrer lorsqu'il franchit une ligne continue.

### Vitesse
La vitesse pratiquée par les véhicules impliqués joue un rôle aggravant en cas de survenue d'accident. L'énergie à dissiper au moment du choc est également plus importante (proportionnelle au carré de la vitesse, une vitesse d'impact 20 % plus élevée, provoquera un choc 44 % plus important). Les principales études liant la vitesse et les accidents se basent sur l'étude référente de Göran Nilsson (analyse des accidents sur les routes suédoises avant et après le changement de sens de circulation et les changements de limitation de vitesse) : la formule mi-empirique, mi-théorique de Nilsson indique que sur route et autoroute, la probabilité d'accident mortel serait proportionnelle à la puissance 4 de la vitesse moyenne (en ville, à la puissance 2,5) ; la courbe de Nilsson montre que si la vitesse baisse de 1 %, le nombre d'accidents diminue de 2 %, le nombre de blessés de 3 % et le nombre de tués de 4 à 5 %.
La vitesse provoque notamment:
- Un allongement de la distance d'arrêt due d'une part et en premier lieu par l'allongement de la distance parcourue avant toute action de freinage (pour un mème temps de réaction), d'autre part parce que l'énergie cinétique ({\displaystyle E_{c}={\frac {1}{2}}\,m\,v^{2}}) du véhicule varie comme le produit de la masse par le carré de la vitesse.

La formule de Göran Nilsson donne la variation du nombre d'accidents de la route en fonction de la variation de vitesse réellement pratiquée par les véhicules. Elle se vérifie expérimentalement en mesurant la vitesse moyenne des véhicules et le nombre d'accidents sur deux périodes de temps rapprochées, par exemple à la suite d'un changement de la limitation de vitesse.

### Infrastructures routières
Des infrastructures routières mal adaptées (zones dangereuses non balisées, intersections sans visibilité…) peuvent aggraver les accidents ou augmenter leur probabilité.
Les obstacles situés en bordures de voies peuvent aussi contribuer à la mortalité lorsqu'un véhicule quitte la route. Ainsi, aux États-Unis par exemple en 2018, sur 7 422 tués lors de collisions contre un obstacle fixe, 3 528 personnes ont été tuées lors d'une collision contre un arbre, 899 ont été tuées contre un pylône, 646 tuées contre des barrières de sécurité, 336 tuées contre un remblai, 264 tuées dans un fossé, 223 tuées contre un ponceau, 161 tuées contre un pilier de pont, 161 tuées contre une clôture.

#### Étude des routes
Différents programmes ont été développés pour l'étude des routes :
- En Allemagne, Empfehlungen für die Sicherheitsanalyse von Straßennetzen (en français « Recommandations pour l'analyse de sécurité des réseaux routiers ») est publié en 2004 ;
- En France, la démarche SURE (« Sécurité des usagers sur les routes existantes »), fait l'objet d'une collection de quatre guides[61] ;
- Aux États-Unis, Le Highway Safety Manual (2010) donne des procédures et méthodologies détaillées liées au logiciel SafetyAnalyst (www.safetyanalyst.org)[62].

### État de santé du conducteur
L'accident peut être provoqué par une déficience visuelle, un trouble comportemental, un trouble moteur ou un malaise. Certaines maladies provoquent un état de fatigue (par exemple les apnées du sommeil) qui produit une baisse de la vigilance (voir ci-dessus). Certains pays imposent une visite médicale à partir d'un certain âge, ou si le conducteur souffre d'une maladie donnée. Mais cette cause est statistiquement faible.

### Densité du trafic
D'après des études internationales, pour une route donnée, le taux d'accident peut être prédit en fonction de la densité de trafic. Ces modèles sont valables sur un réseau homogène; ils ne sont pas transposables d'un réseau routier à un autre, lorsque la qualité du trafic, les standards routiers ou bien les comportements des usagers diffèrent[citation nécessaire][réf. non conforme].

## Organes de sécurité d'une voiture
La voiture prévoit de nombreux dispositifs de sécurité, permettant d'éviter l'accident (sécurité active ou sécurité primaire) ou de diminuer les conséquences de l'accident (sécurité passive ou sécurité secondaire). Ainsi, les airbags (coussins gonflables de sécurité) sont systématiquement associés à un prétensionneur de ceinture qui améliore le couplage du passager avec le siège dans la première phase du crash. Dès lors que l'airbag est déclenché, le passager, jusqu'alors plaqué au dossier, est relâché et le coussin, gonflé de manière optimale, pourra absorber l'énergie de l'impact.

### Sécurité active

#### Fondements de la sécurité active
Pour être vu, les véhicules sont équipés de feux de position avant (lanternes-veilleuses) et arrière (feux rouges), de feux stop, de clignotants (indicateurs de changement de direction et de voies) et de feux de détresse (dits « warning ») ;
Pour voir, ils sont dotés de projecteurs avant (phares) pour rouler de nuit et parfois de feux anti brouillard, et de rétroviseurs.

#### Dispositifs optionnels
Les plus courants et obligatoire dans les pays soumis aux dernières directives européennes:
- Feu de recul, troisième feu stop ;
- Système anti-blocage des roues (ou ABS, pour « Antiblockiersystem »), qui permet de garder le contrôle de la direction tout en freinant ;
- Correcteur électronique de trajectoire (ou ESP, pour « Electronic Stability Program»), un système de contrôle de la stabilité qui permet de détecter automatiquement les pertes d'adhérence et les erreurs de trajectoire (survirage ou sous-virage) et d'y remédier en freinant brièvement une des quatre roues du véhicule ainsi qu'en agissant sur divers paramètres tels que l'injection de carburant dans les cylindres.

Mais également :
- ACC : Adaptive cruise control ou Active cruise control, détecteur anti-collision, qui ajuste la vitesse de la voiture pour maintenir la distance de sécurité ;
- AEB : freinage automatique d'urgence (obligatoire en Europe à partir de 2022 et au Japon depuis 2020)
- AFL : Adaptive forward lighting, l'éclairage s'ajuste selon la vitesse et la rotation du volant ;
- Détection de franchissement de lignes :
  - AFIL : Alerte de franchissement involontaire de ligne: un capteur infrarouge repère les lignes blanches des voies. Au-delà de 60 km/h et en absence de clignotant, lorsque le véhicule franchit une ligne blanche discontinue ou éventuellement continue, le siège vibre au niveau de l'assise, à gauche ou à droite selon le cas pour simuler une bande rugueuse (similaire à celles présentes sur bord droit de la chaussée des autoroutes) ;
  - Driver Alert Control (Volvo) : une caméra repère les lignes blanches des voies, une alarme retentit lorsque le véhicule dérive ;
  - LKAS : Aide au maintien dans la file de circulation ou Lane-keeping assist system (Honda), une caméra détecte les lignes blanches des voies, et le système ajuste le couple du volant pour maintenir la voiture dans la voie, obligatoire en Europe à partir de 2022 ;
- AFU : Assistance au freinage d'urgence, assistance au freinage pour réduire la distance de freinage ;
- CBC : Cornering brake control (en), ajustement de la force de freinage sur les roues individuellement lors du freinage en virage ;
- TPMS (ou DDS?): Contrôle automatique de la pression des pneus ou Deflation detection system, détection d'un dégonflage des pneus, obligatoire aux États-Unis et dans l'Union européenne ;
- DSTC : Dynamic stability and traction control system ;
- EBD : Electronic brakeforce distribution, ajuste individuellement la force de freinage sur chaque roue pour prendre en compte le transfert de poids ; complémentaire de l'ABS ;
- Whips : Whiplash protection system ;
- LSD : Limited-slip differential ;
- TCS : Traction control system, ajustement de la force de freinage et de l'arrivée d'essence pour éviter la perte d'adhérence d'une roue ;
- UCL : Understeer control logic, système diminuant l'arrivée d'essence ou augmentant la force de freinage lorsque le véhicule menace de partir en sous-virage.

### Sécurité passive
La sécurité passive ou plus justement sécurité palliative ou sécurité secondaire est l'ensemble des éléments qui par leur présence ou leur fonctionnement peuvent minimiser la gravité d'un accident.
Mise en application aux véhicules, aux machines, aux infrastructures routières ou dans un bâtiment, la sécurité passive entre en action « pendant » l'accident, alors que la sécurité active (ou sécurité primaire) intervient « avant » l'accident et la sécurité tertiaire « après » l'accident.

#### Fondements de la sécurité passive

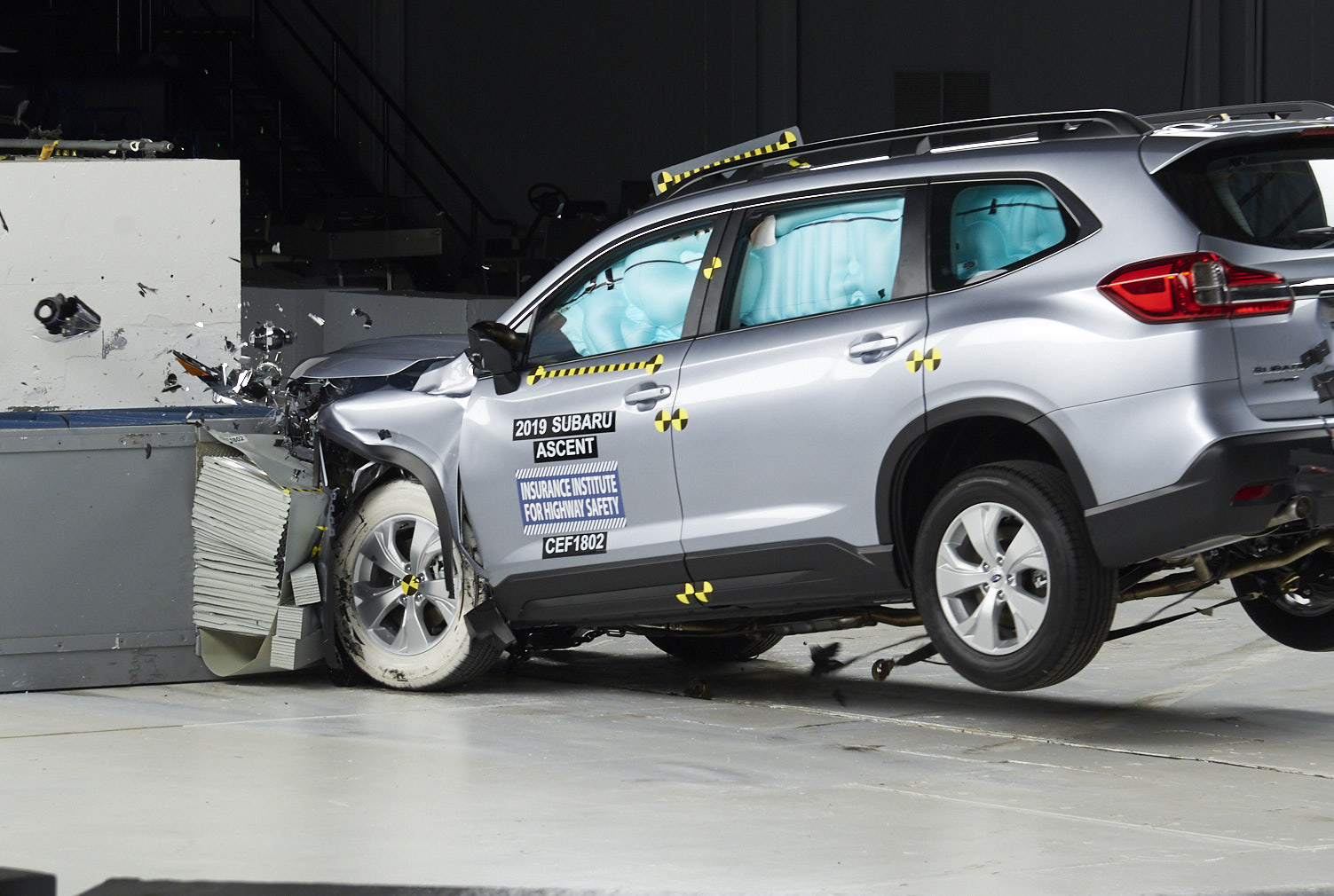
Déformation de l'avant du véhicule lors d'un choc frontal.

- Ceinture de sécurité trois points, la ceinture passant sur le bassin (crêtes iliaques) et le baudrier passant sur la clavicule (pour une femme enceinte, la ceinture doit passer en dessous et au-dessus du ventre) ; en cas de choc, elle permet d'éviter de percuter l'habitacle et d'être éjecté ;
- Dispositifs de retenue pour les enfants : sièges dos à la route ou nacelle jusqu'à environ quinze mois, siège bébé face à la route jusqu'à environ quatre ans, rehausseur (permettant de bien ajuster la ceinture) jusqu'à environ douze ans ;
- Siège bien fixé au plancher ;
- Colonne de direction télescopique, empêchant le volant de percuter le thorax du conducteur en cas de choc frontal ;
- Zone de déformation avant (compartiment moteur) et arrière (coffre) permettant d'absorber les chocs ; la tôle se plie en des points prédéterminés ce qui évite des blessures (par exemple décapitation par le capot) ;
- Pare-brise en verre feuilleté, pour éviter les débris de verre ;
- Habitacle peu déformable, arceaux de sécurité pour les voitures décapotables, assurant une zone de survie ;
- Protection des piétons : en 2006, on s'oriente vers un pare-chocs avant au niveau de la jambe et non plus du genou (le traumatisme du genou a plus de complications qu'une fracture du tibia et/ou de la fibula), et un capot plus allongé afin de pouvoir recevoir le corps de la victime[64].

#### Dispositifs optionnels
Les plus courants :
- Appui-tête obligatoire aux États-Unis depuis 1969
- Prétensionneur de ceinture ;
- Airbag (l'union européenne applique le règlement 94 de la CEE-ONU)

Mais aussi :
- Sips : Side Impact Protection System (en) (Volvo, 1991), protection contre un choc latéral par des barres de renforcement dans les portières, et un déplacement latéral des sièges en cas de choc ;
- Rops : Rollover Protection System (Volvo), protection en cas de tonneau avec un toit renforcé et des coussins gonflables qui restent gonflés plus longtemps.

### Sécurité post-accident
Le SUAL (Service d'appel d'urgence et d'assistance localisées - installé par Peugeot et Citroën, depuis 2003), et tous les GPS de types RT3/NaviDrive, disposent d'un bouton SOS. Ce dernier permet de déclencher un appel vers un centre de secours en cas de malaise ou si le conducteur est témoin d'un accident. La position du véhicule est remontée par SMS ce qui permet d'indiquer instantanément aux secours la position exacte d'un l'accident et minimise le temps d'intervention. Le conducteur est mis en relation en communication vocale avec le centre de secours. En cas d'accident avec déploiement des airbags, l'appel SOS est automatiquement envoyé. Cette fonction utilise la carte SIM du conducteur, que ce dernier doit insérer dans le RT3/Navidrive.
Ces services permettent de secourir les automobilistes en France, Allemagne, Italie, Espagne, Belgique, Pays-Bas et Luxembourg, toujours dans leur langue maternelle.
Depuis 2018, les nouveaux véhicules européens utilisent le système eCall devenu obligatoire la même année.

### Influence des systèmes actifs modernes
Les nombreux systèmes actifs (ABS, ESP, Sips, LSD…) facilitent la maîtrise du véhicule et évitent les pertes de contrôle. Ce faisant, les conducteurs n'ont plus conscience des limites de la voiture. Le quotidien britannique Times a fait conduire une voiture sans système actif (une BMW série 3 de 1990) à des conducteurs habitués à ces systèmes ; la même épreuve était réussie sans problème avec le véhicule personnel des conducteurs, mais se terminait par un dérapage avec le véhicule « ancien ».

## Sécurité des travailleurs

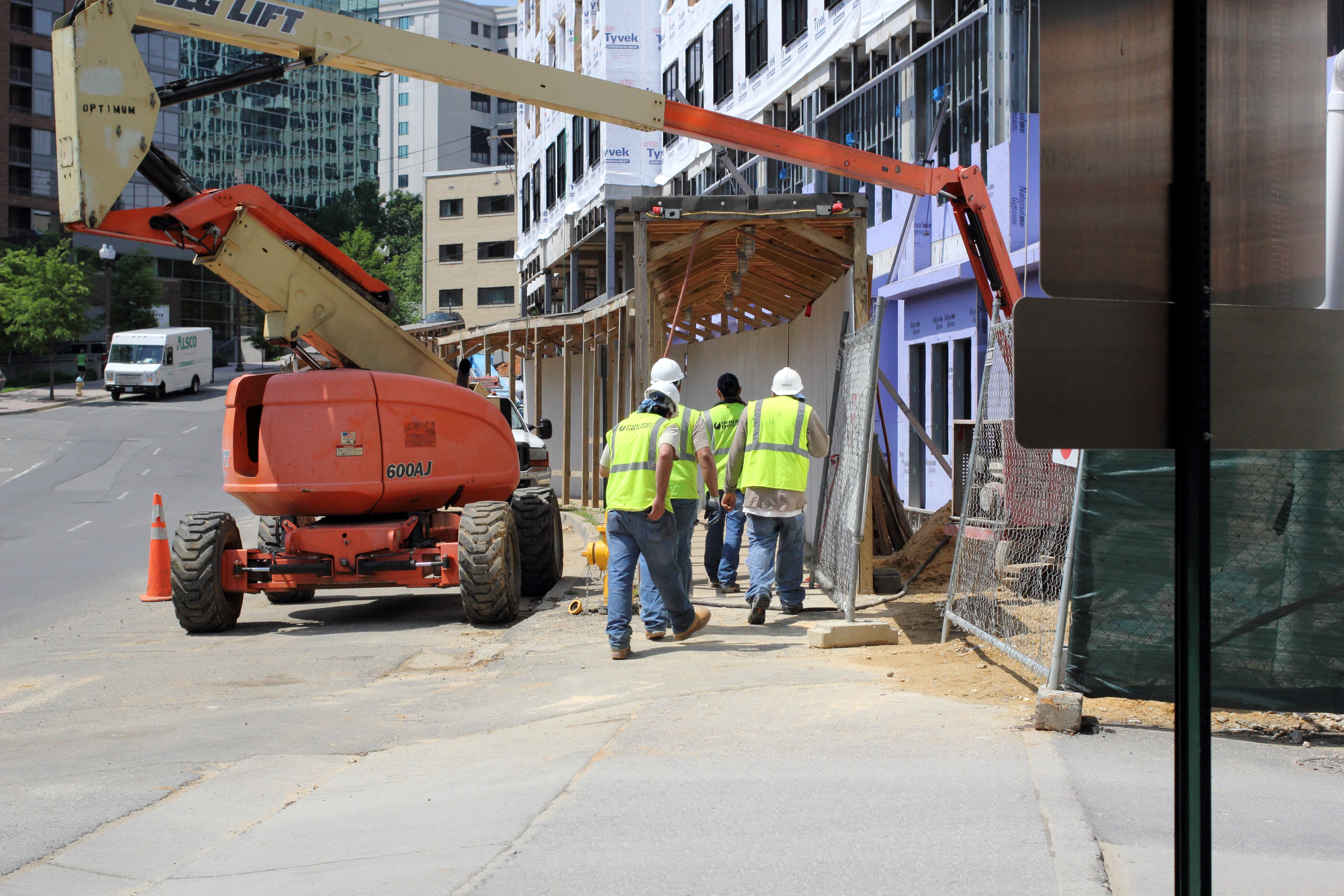
Travailleurs équipés de gilets à haute visibilité.

De nombreuses personnes travaillent sur la route : service de voirie, ramassage des ordures, ouvriers des travaux publics, police, sapeurs-pompiers… La sécurité de ces personnes passe essentiellement par une signalisation.
Lorsqu'il s'agit d'un chantier prévisible, il peut être mis en place une restriction de la circulation avec une limitation de vitesse provisoire ; en France, cela passe par un arrêté municipal ou préfectoral. Cette signalisation temporaire est variable selon qu'il s'agit d'un chantier fixe ou mobile, et selon le pays concerné.
Les personnes doivent elles-mêmes porter une tenue à haute visibilité. Dans l'Union européenne, ces tenues sont définies par la norme EN 471, qui comprend trois classes :
- classe I (voie privative) : 0,14 m2 de surface fluorescente (soit 14 dm2 ou 1 400 cm2, en général jaune ou orange fluo) et 0,10 m2 de surface rétroréfléchissante (soit 10 dm2 ou 1 000 cm2, en général sous la forme d'une bande de 2,5 cm de haut) ;
- classe II (voie publique) : 0,50 m2 de surface fluo et 0,13 m2 de surface rétroréfléchissante ;
- classe III (voies express et autoroutes) : 0,80 m2 de surface fluo et 0,20 m2 de surface rétroréfléchissante (en général sous la forme de bandes de 5 cm de haut).

En 2005 en France, 20 piétons sont morts sur autoroute, et dans 75 % des cas la nuit, ce qui montre l'importance de la visibilité.

## Mesures prises pour réduire les accidents et leurs conséquences

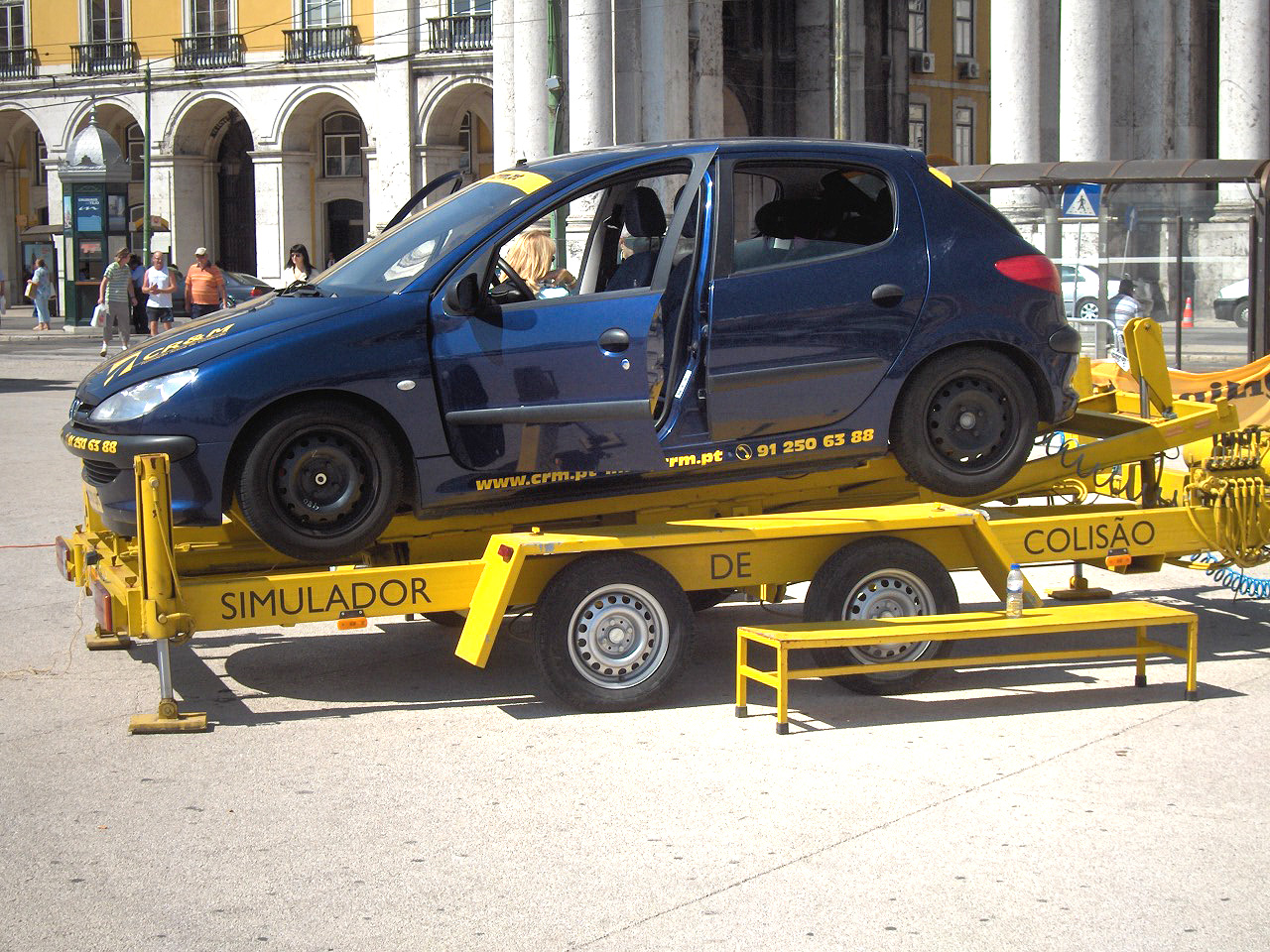
Un simulateur de choc, pour sensibiliser la population. Lisbonne, Portugal.

### En France
La France a été longtemps un des pays les plus dangereux en Europe occidentale. Mais à partir de 1972, le mode de gestion de la sécurité routière y a profondément évolué et les actions menées notamment par les pouvoirs publics ont commencé à trouver une efficacité, avec une réduction du nombre de tués sur les routes. Les hommes politiques se sont également davantage investis sur ce thème, plus fortement médiatisé, même si les opinions et les débats ne suivent pas forcément les clivages habituels entre les différents partis. Un continuum éducatif a été mis en place de l'école primaire au collège, en coordination avec l'Éducation nationale, incluant dans les enseignements obligatoires une attestation scolaire de sécurité routière depuis 1977, dans le cadre d'une éducation routière. Une Mission prévention et sécurité routière dans les armées a été créée la même année.
Avec l'introduction du permis à points en 1992, des stages de sensibilisation ont été déployés pour les conducteurs infractionnistes (en 2007, soit quinze ans plus tard, 200 000 conducteurs ont suivi un tel stage dans l'année),. Enfin, depuis 1982, l'action locale sur la sécurité routière est devenue un thème d'action et de communication privilégié pour les préfets.
Selon une étude du chercheur Matthieu Grossetête en 2016, il existerait en France une inégalité importante de l'accidentalité routière en fonction des classes sociales.

### Coopération au sein de l'UE
Le réseau TISPOL (European Traffic Police Network) a été mis en place en 1996 dans le cadre de la coopération policière européenne. TISPOL dispose d'une base de données informatique, CLEOPATRA (Collection of Law Enforcement Operations and Police Activities To Reduce Traffic Accidents).
En 2005, huit campagnes d'opérations ont été menées dans des domaines ciblés parmi lesquels transports publics, véhicules en surcharge, alcool et stupéfiants, ceintures de sécurité, vitesse.
En 2011, la résolution adoptée le 27 septembre 2011 par le Parlement européen « recommande vivement aux autorités responsable de limiter à 30 km/h la vitesse maximale dans les zones résidentielles et sur toutes les routes à voie unique des zones urbaines qui ne présentent pas de piste distincte pour les cyclistes, et ce afin de mieux protéger les usagers de la route vulnérables ».

### OCDE
D'après un rapport de synthèse de l'OCDE daté de 2008 : « La stratégie fondamentale de l'approche pour un système sûr est de garantir, en cas d’accident, que les énergies d'impact resteront au-dessous du seuil susceptible d'occasionner la mort ou une blessure grave. Ce seuil varie selon le scénario de l'accident, en fonction du niveau de protection offert aux usagers impliqués. Ainsi, les chances de survie d'un piéton non protégé, heurté par un véhicule, diminuent rapidement à des vitesses d'impact supérieures à 30 km/h. Dans le cas d'un occupant d'un véhicule à moteur, correctement attaché, la vitesse d'impact critique est de 50 km/h (pour un accident avec choc latéral) et de 70 km/h (pour un accident avec choc frontal) ».

### Canada

#### Statistiques du Canada
En 2017, 359 personnes sont tuées sur les routes du Québec, 1 501 sont gravement blessées, et 35 330 sont des blessés légers.
En 2008, le Canada avait un taux de tués par « milliard de véhicules-kilomètres » de 7,18 %, contre 7,91 % aux États-Unis, 4,99 % en Grande-Bretagne et 5,25 % aux Pays-Bas. En 2009, le Canada comptait 2 209 tués et 11 451 blessés sérieux (nécessitant une hospitalisation de plus d'une nuit).
Au Québec les lois juridiques relatives à la sécurité routière sont codifiées dans le Code de la sécurité routière. Les véhicules y sont vérifiés par l'agence Contrôle routier Québec.
Au Canada, environ 90 % des occupants des véhicules portent leur ceinture de sécurité, mais les dix autres pourcents représentant près de la moitié des personnes tuées sur les routes avec un taux de 40 %. Par ailleurs, 33 % des causes des accidents automobiles mortels sont liées à la conduite avec des facultés affaiblies. En 2009-2010, le taux de port de la ceinture de sécurité est d'environ 95 % au Canada, 96 % au Québec, 96,9 % en Alberta, mais seulement 78,1 % en Colombie Britannique. Cependant certains personnes ne bouclent pas la ceinture de sécurité et les dispositifs pour enfant ne sont pas toujours utilisés correctement.
Le conduite agressive est un enjeu de sécurité routière au Canada. Sont considérés comme conduite agressive, la vitesse importante, le passage des feux au rouge, les queues de poisson, et l'échec à respecter les priorités de passage. Au Canada, 27 % des collisions mortelles sont dues à la vitesse. 40 % des conducteurs impliqués dans un accident mortel lié à la vitesse sont âgés de 16 à 24 ans. 33 % des conducteurs impliqués dans un accident mortel lié à la vitesse ont consommé des boissons. 80 % des passagers tués dans un accident mortel lié à la vitesse sont conduites vite par une personne d'un age similaire.
Au Canada la mise en place de quelques radars automatiques a permis de réduire certaines vitesses excessives.
Environ 30 % de la mortalité et 40 % des blessures sérieuses se produisent à des intersections.
Au Canada, 24 % des tués sur la route sont dans la tranche d'âge 16-24 ans, et leur risque d'être tué est bien supérieur par distance parcourue, ce qui a conduit les autorités à mettre en place un apprentissage progressif de la conduite, le Graduated Driver Licensing (GDL) qui consiste en une phase de douze mois de conducteur novice, à partir de 16 ans, suivie d'une phase de 12 à 24 mois de conducteur intermédiaire. En phase novice, des restrictions à la conduite existent telles que la nécessité d'un accompagnateur expérimenté (superviseur), l'utilisation de la ceinture de sécurité, l'absence d'alcool, l'absence de conduite tardive de nuit, de passagers jeunes et de trajets autoroutiers.
Certains accidents sont liés à la prise d'alcool, de médicaments (vallium) ou de drogues (marijuana) qui réduisent les temps de réaction.
Certains accidents sont liés à des éléments distrayants comme les appareils électroniques de géolocalisation, de musique, de radio ou de téléphonie, ou à d'autres activités comme le fait de manger, de parler à quelqu'un, ou de regarder autre chose.

#### Mesures prises au Canada
La Sécurité routière de la Gendarmerie royale du Canada est présente dans huit provinces et trois territoires.
Avec le Road Safety Vision (RSV) 2001, le Canada a été l'un des premiers pays au monde à adopter une stratégie nationale de sécurité routière.
En 2002, le Canada s'est engagé dans un « Plan Vision Sécurité routière 2010 ». Ce plan a permis de dépasser les objectifs de réduction de la mortalité routière. En particulier, au cours de cette décennie (2000-2010) a été constatée une réduction de 22 % du nombre des décès et de 26 % du nombre de blessés graves alors que dans le même temps, la population, le nombre de véhicules et le nombre de conducteurs titulaires d’un permis de conduire étaient en croissance positive. Cela a conduit en 2011 à lancer un plan quinquennal de «Stratégie de sécurité routière 2015».
En 2018, le code de la sécurité routière est modifié pour introduire :
- Une distance de sécuritaire d'un mètre (en deçà de 50 km/h) ou un mètre et demi (au-delà de 50 km/h) pour le dépassement de cycliste ;
- Une distance de sécuritaire d'un mètre (en deçà de 50 km/h) ou un mètre et demi (au-delà de 50 km/h) pour le dépassement d'un piéton ;
- L'obligation pour les motocyclistes de porter un protecteur visuel ;
- L'immobilisation avant un passage pour piétons lorsqu'une personne signifie son intention de traverser la voie ;
- Les apprentis conducteurs sont soumis à un couvre-feu entre minuit et 5 h du matin[84].

Le Road Safety Strategy (RSS) 2025 est le quatrième plan canadien relatif à l’amélioration de la sécurité routière; il s'inspire du concept de Vision Zéro sans fixer d'objectif quantitatif au niveau national.

## Controverses
Les mesures de sécurité routière françaises donnent souvent lieu à des critiques notamment des associations d'usagers de la route comme la Fédération française des motards en colère (FFMC) ou 40 millions d'automobilistes. Ces critiques peuvent s’articuler sur trois axes selon Fabrice Hamelin, spécialiste de la sécurité et de la sûreté dans les transports : l'efficacité des dispositifs, l'équité de la mesure, et la légitimité des décideurs. Ainsi, en France, dans les années 1970, des personnes ont critiqué les ceintures de sécurité en imaginant qu'elles pourraient être dangereuses.